# Vergleich von Spanisch und Portugiesisch

Lusophone Welt

Hispanophonie

Obwohl Portugiesisch und Spanisch eng verwandt sind – bis zu einem gewissen Grad gegenseitiger Verständlichkeit –, gibt es auch entscheidende Unterschiede, die für Personen, welche eine der beiden Sprachen beherrschen und die andere lernen wollen, Schwierigkeiten darstellen können. Beide sind Teil einer größeren, als westiberische Sprachen bekannten Gruppe, der noch andere Sprachen oder Dialekte mit weniger Sprechern angehören, wobei alle zu einem gewissen Grad gegenseitig verständlich sind.
Die deutlichsten Unterschiede liegen in der Aussprache. Die geschriebenen Sprachen sind oft signifikant gegenseitig verständlicher als die gesprochenen. Zum Vergleich folgender Satz:
A buen entendedor pocas palabras bastan (Spanisch [a ˈβwen entendeˈðor ˈpokas paˈlaβɾas ˈbastan]) und Para bom entendedor, poucas palavras bastam (brasilianisches Portugiesisch [p(a)ɾɐ ˈbõw ĩtẽdeˈdoʁ ˈpoːkɐs pɐˈlavɾɐz ˈbastɐ̃w], europäisches Portugiesisch [p(ə)ɾə ˈβõ ẽtẽdɨˈðoɾ ˈpo(w)kəʃ pəˈlavɾəʒ ˈβaʃtə̃w]), deutsch etwa „Dem Weisen genügt ein Wort.“
Es gibt einige auffällige Verschiedenheiten zwischen brasilianischem und europäischem Portugiesisch, ebenso wie es sie zwischen britischem und amerikanischem Englisch oder europäischem und lateinamerikanischem Spanisch gibt. Im Artikel besonders erwähnt werden diese Unterschiede nur, wenn:
- brasilianisches und europäisches Portugiesisch nicht bloß untereinander, sondern auch von Spanisch verschieden sind;
- sowohl europäisches als auch lateinamerikanisches Spanisch sich nicht nur untereinander, sondern auch vom Portugiesischen unterscheiden; oder
- entweder brasilianisches oder europäisches Portugiesisch sich vom Spanischen in der Syntax unvereinbar unterscheidet (während der jeweils andere Dialekt dies nicht tut).

## Beispiele
Portugiesisch und Spanisch teilen eine große Zahl an Wörtern, die entweder gleich buchstabiert (wenngleich eventuell recht unterschiedlich ausgesprochen), fast gleich buchstabiert werden (wenn sie auch mehr oder minder gleich ausgesprochen werden) oder ähnlich vorhersagbar sind. Als Beispiel dient hier folgender Absatz aus der Gramática esencial del español von Manuel Seco (Espasa Calpe, 1989), zu vergleichen mit der portugiesischen Entsprechung darunter, was die beträchtliche lexikalische Ähnlichkeit und lediglich geringfügige Änderungen der Wortstellung verdeutlicht:

«Pero, a pesar de esta variedad de posibilidades que la voz posee, sería un muy pobre instrumento de comunicación si no contara más que con ella. La capacidad de expresión del hombre no dispondría de más medios que la de los animales. La voz, sola, es para el hombre apenas una materia informe, que para convertirse en un instrumento perfecto de comunicación debe ser sometida a un cierto tratamiento. Esa manipulación que recibe la voz son las ‹articulaciones›.»

«Porém, apesar desta variedade de possibilidades que a voz possui, seria um instrumento de comunicação muito pobre se não se contasse com mais do que ela. A capacidade de expressão do homem não disporia de mais meios que a dos animais. A voz, sozinha, é para o homem apenas uma matéria informe, que para se converter num instrumento perfeito de comunicação deve ser submetida a um certo tratamento. Essa manipulação que a voz recebe são as ‹articulações›.»

Einige sehr geläufige Wörter unterscheiden sich jedoch erheblich in den beiden Sprachen, etwa:
| Bedeutung       | Spanisch | Portugiesisch | Herkünfte                                                                                       | Anmerkungen |
| --------------- | -------- | ------------- | ----------------------------------------------------------------------------------------------- | --- |
| Laden, Geschäft | tienda   | loja          | vulgärlat. *TENDAM (< TENDERE); aus altfranz. loge ‚Hütte, Galerie, Vorhalle, gedeckter Vorbau‘ | Hauptbedeutung von port. tenda ist ‚Zelt‘ (auf Spanisch kann tienda auch ‚Zelt‘ heißen). Span. lonja ‚Markt‘ ist selten. |
| Knie            | rodilla  | joelho        | vlat. ROTELLAM ‚Kniescheibe‘; *GENUCULUM ‚Knie‘                                                 | Gelehrtes rótula ‚Kniescheibe‘ auf Spanisch und Portugiesisch ist etymologisch mit volkstümlich span. rodilla verwandt. Das span. Idiom de hinojos ‚kniend‘ hat dieselbe Wortgeschichte wie port. joelho. |
| Straße          | calle    | rua           | lat. CALLEM ‚Pfad‘; (VIAM) RUGAM ‚Weg mit Spuren‘                                               | Span. rúa und port. calhe existieren ebenfalls, sind jedoch seltener (und ihre Formen zeigen an, dass sie eher Anleihen aus der anderen Sprache sind als Überbleibsel aus dem Lateinischen). |
| Fenster         | ventana  | janela        | Ableitung von vento ‚Wind‘; IĀNUELLA (IĀNUA+ELLA)                                               | Span. vento heißt ‚Wind‘, ventana ist abgeleitet ‚Windöffnung‘. Port. janela stammt von lat. IĀNUELLA, Diminutivbildung zu IĀNUA ‚Haustür, Öffnung‘, mit gleicher Wurzel wie deutsch Januar (ursprünglich vom Gottesnamen IANUS ‚Gott der Türen, des Ein- und Ausgangs‘). Das span. Erbwort hiniestra ist veraltet und sein port. Kognat fresta (aus altport. fẽestra ‚Fenster‘) hat seine Bedeutung zu ‚Ritze; Guckloch‘ gewandelt. |
| löschen         | borrar   | apagar        | von borra abgeleitet, aus spätlat. BURRA ‚grober Wollstoff‘; lat. ADPĀCĀRE                      | Dasselbe Wort borrar existiert auf Port., bedeutet aber ‚beschmutzen‘ (z. B. está borrado ‚es ist verschmutzt‘, vgl. span. borroso ‚unklar‘); und span. apagar heißt ‚ausschalten‘ (eine auch im Portugiesischen vorkommende Bedeutung, etwa bei apagar a luz ‚das Licht ausschalten‘). |
| vergessen       | olvidar  | esquecer      | vlat. *OBLĪTARE; EXCADĒSCERE ‚abfallen, loswerden‘                                              | Olvidar gibt es auch wesentlich weniger gebräuchlich im Portugiesischen wie auch die gelehrten Wörter obliterar und obliviar, was auch franz. oublier, okz./katal. oblidar, rumän. uita entspricht. Esquecer kann verglichen werden mit sardisch scadèsciri, iscadèssere. |

## Wortschatz

### Überblick
Wortschatzabweichungen zwischen beiden Sprachen entwickelten sich durch folgende Faktoren:
- Arabischer Einfluss. Spanisch behielt viel vom mozarabischen Vokabular arabischen Ursprungs, wohingegen das mozarabische Element geringeren Einfluss auf das Portugiesische hatte. So finden sich Fälle, in denen das gewöhnliche spanische Wort dem Arabischen entstammt, während die portugiesische Entsprechung ein lateinischer oder keltischer Abkömmling ist, beispielsweise: Sp. albañil, Port. pedreiro „Steinmetz“; Sp. alcalde, Port. presidente da câmara (Portugal)/prefeito (Brasilien) „Bürgermeister“; Sp. alfarero, Port. oleiro „Töpfer“; Sp. alfil, Port. bispo („Läufer“ beim Schach; port. zudem „Bischof“, wofür man spanisch obispo sagt), Sp. rincón, Port. canto „Ecke“; Sp. tazón, Port. bacia „Bassin“ usw. In einigen dieser Fälle kann es im Spanischen ein weniger gebräuchliches Synonym lateinischen, auf Portugiesisch ein solches arabischen Ursprungs geben.
- Einflüsse weiterer europäischer Sprachen während des Mittelalters und der Renaissance. Portugiesisch wurde starker französischer Einfluss zuteil, wohingegen Spanisch autonomer und eher dem Mittelmeer zugewandt war.
- Einflüsse anderer Sprachen (amerindische, afrikanische, asiatische). Als Beispiel die jeweiligen gebräuchlichen spanischen/portugiesischen Wörter für:

„Ananas“: piña (vom span. Wort für „Kienapfel“) / abacaxi (von Tupí ibakatí) oder ananás (ananá(s) auch Spanisch, wenngleich unüblicher; von Tupí–Guaraní (a)naná; Spanisch über Portugiesisch).
„Tabakpfeife“: pipa (wahrscheinl. Spätlatein PĪPA) / cachimbo (von Kimbundu kixima).
„Tee“: té (vom Min Nan (Amoy) tê) / chá (von Kantonesisch (Macau)).
- Bedeutungswandel, der sich ähnelnde Kognaten hervorbringt, welche jedoch verschiedenes bedeuten (falsche Freunde): diseñar heißt „entwerfen“ auf Spanisch, während sein port. Kognat desenhar „zeichnen“ bedeutet. Ebenso heißt dibujo „Zeichnung“ auf Spanisch, debuxo allerdings „Sketch“ auf Portugiesisch (auch wenn es eher schriftsprachlich ist und großteils durch rascunho ersetzt wurde; vgl. Spanisch rasguño: „Kratzer“).
- Wörter haben zwei Formen: Port. criar geht einher mit span. crear „erschaffen“ und criar „aufziehen“, während spanisch sueño sowohl mit port. sonho „Traum“ als auch sono „Schlaf“ korrespondiert.

### Wochentage
Anders als andere romanische Sprachen gebraucht Neuportugiesisch nicht das römische planetarische System für die Wochentagsnamen Montag bis Freitag. Stattdessen werden die Werktage einfach durchgezählt und entstammen der kirchenlateinischen Wochenrechnung (z. B. FERIA SECUNDA ‚Montag‘, FERIA TERTIA ‚Dienstag‘ usw.). Der Begriff feira, mit Grundbedeutung ‚Messe, Markt‘ (aus lateinisch FERIA), bezieht sich auf den (röm.-katholischen) liturgischen Sprachgebrauch; er ist verwandt mit (gelehrt) férias ‚Urlaub‘ und feriado ‚Feiertag‘. Im Spanischen sind die Wochentage alle maskulin; auf Portugiesisch sind die feiras feminin, während sábado und domingo maskulin sind.
| Spanisch                                                                                | Altportugiesisch                                                                        | Portugiesisch                                                                           | Deutsch    |
| --------------------------------------------------------------------------------------- | --------------------------------------------------------------------------------------- | --------------------------------------------------------------------------------------- | ---------- |
| lunes (< vulgärlat. LŪNIS DIĒS ‚Tag der Mondgöttin Luna‘)                               | lũes                                                                                    | segunda-feira ‚zweite Feria‘                                                            | Montag     |
| martes (< vlat. MARTIS DIĒS ‚Tag des Mars‘)                                             | martes                                                                                  | terça-feira ‚dritte Feria‘                                                              | Dienstag   |
| miércoles (< vlat. MERCORIS DIĒS ‚Tag des Merkur‘)                                      | mércores                                                                                | quarta-feira ‚vierte Feria‘                                                             | Mittwoch   |
| jueves (< vlat. IOVIS DIĒS ‚Tag des Jupiter‘)                                           | joves                                                                                   | quinta-feira ‚fünfte Feria‘                                                             | Donnerstag |
| viernes (< vlat. VENERIS DIĒS ‚Tag der Venus‘)                                          | vernes                                                                                  | sexta-feira ‚sechste Feria‘                                                             | Freitag    |
| sábado (< lat. SABBATUM ‚Sabbat‘)                                                       | sábado (< lat. SABBATUM ‚Sabbat‘)                                                       | sábado (< lat. SABBATUM ‚Sabbat‘)                                                       | Samstag    |
| domingo (< lat. DOMINICUS (DIĒS)) (m. sg.)‚Tag des Herrn‘; cf. DOMINICA (DIĒS) (f. sg.) | domingo (< lat. DOMINICUS (DIĒS)) (m. sg.)‚Tag des Herrn‘; cf. DOMINICA (DIĒS) (f. sg.) | domingo (< lat. DOMINICUS (DIĒS)) (m. sg.)‚Tag des Herrn‘; cf. DOMINICA (DIĒS) (f. sg.) | Sonntag    |

Der Tagsname terça-feira (< nach kirchenlat. FERIA TERTIA) weicht in seinem Vorderglied vom gewöhnlichen port. Zahlwort für ‚dritter/e/es‘, terceiro, ab.
Umgangssprachlich wird das Hinterglied feira oftmals weggelassen:
Vou visitar-te na segunda. (EP)
Vou te visitar na segunda. (EP und BP)
„Ich werde dich am Montag besuchen.“

### Verwandte
Neben einer bedeutenden Anzahl falscher Freunde gibt es ebenfalls einige Kognaten, deren Bedeutung in einer Sprache weiter gespannt ist als in der anderen. Einige Beispiele:

#### Todoundtudo
Das spanische Indefinitpronomen todo kann „alle/jeder“ oder „alles“ heißen. Portugiesisch differenziert zwischen todo („alle/jeder“) und tudo („alles“) (gebraucht wenn es sich auf ein Neutrum, unbestimmtes Objekt oder eine Abstraktion bezieht).
Todos los insectos tienen seis patas. (spanisch)
Todos os insetos têm seis patas. (portugiesisch)
„Alle Insekten haben sechs Beine.“
El ladrón robó todo. (spanisch)
O ladrão roubou tudo. (portugiesisch)
„Der Dieb stahl alles.“

#### Muy,muchoundmuito
Spanisch unterscheidet das Adjektiv mucho („viel/viele“) vom Adverb muy („sehr/ziemlich“). Portugiesisch nutzt muito für beides (das Kognat mui existiert noch im Portugiesischen, wird jedoch in der gesprochenen Sprache kaum gebraucht, außer in sehr formalen Kontexten).
Tomé muchas fotos durante el viaje. (spanisch)
Tirei muitas fotos durante a viagem. (portugiesisch)
„Ich habe viele Bilder während der Reise gemacht.“
Las cerezas están muy maduras. (spanisch)
As cerejas estão muito maduras. (portugiesisch)
„Die Kirschen sind ziemlich reif.“
Als Adjektiv wird muito gemäß Genus und Numerus des bezeichneten Nomens gebeugt, wie mucho. Als Adverb ist es unveränderlich wie muy. Somit wäre es inkorrekt, *muitas maduras im zweiten Beispiel zu sagen.

#### Kardinalzahlen
Die Kardinalzahlen sind im Spanischen und Portugiesischen sehr ähnlich, allerdings bestehen Unterschiede im Gebrauch von eins und zwei. Spanisch kennt verschiedene Wörter für den unbestimmten Artikel Singular Maskulinum („ein“) und den numerischen („eins“), also un capítulo („ein Kapitel“), aber capítulo uno („Kapitel eins“). Auf Portugiesisch sind beide Wörter identisch: um capítulo und capítulo um. Spanisch uno kann auch als Pronomen gebraucht werden, wie Deutsch „man“, um ein unbestimmtes Subjekt zu bezeichnen, was jedoch nicht beim portugiesischen um geht; stattdessen wird das Reflexivpronomen se verwendet. Se kann auf Spanisch zur Formung passiver und unpersönlicher Konstruktionen ebenso benutzt werden.
Uno (oder Se) debe pensar antes de actuar. (spanisch)
Deve-se pensar antes de agir. (portugiesisch)
„Man sollte erst denken, dann handeln.“
Dies gilt noch für Fälle, wo ein relativ unbestimmtes Subjekt mit einem Genus belegt wird, wie Spanisch todos a una [voz] („alle zugleich“, wörtl. „alle mit einer [Stimme]“). Portugiesisch sollte es ohne Kardinalzahl stehen. Z. B. todos juntos („alle gemeinsam/zugleich“).
Andererseits wird im Portugiesischen die Kardinalzahl „zwei“ nach Genus dekliniert (dois maskulin, duas feminin), während Spanisch dos für beides nimmt.
Uno más uno es igual a dos. (spanisch)
Um mais um é igual a dois. (portugiesisch)
„Eins und eins ist zwei.“
Dos cabezas piensan mejor que una. (spanisch)
Duas cabeças pensam melhor que uma. (portugiesisch)
„Zwei Köpfe denken besser als einer.“
Tengo dos hermanos y dos hermanas. (spanisch)
Tenho dois irmãos e duas irmãs. (portugiesisch)
„Ich habe zwei Brüder und zwei Schwestern.“

#### Konjunktionen
Die Konjunktion „und“ auf Spanisch ist y (ausgesprochen [⁠i⁠] vor Konsonant, [⁠j⁠] vor Vokal) vor allen Wörtern außer jenen mit einem [⁠i⁠]-Laut (buchstabiert i- oder hi-). Vor silbenbildenden [⁠i⁠]-Lauten (und nicht dem Diphthong [je] wie hierro) lautet das span. Bindewort e [e̞]. Port. gebraucht ausschließlich e [⁠i⁠].
Sal y pimienta. (spanisch)
Sal e pimenta. (portugiesisch)
„Salz und Pfeffer.“
Judío e hindú. (spanisch)
Judeu e hindu. (portugiesisch)
„Jüdisch und hinduistisch.“
Leones y hienas. (spanisch)
Leões e hienas. (portugiesisch)
„Löwen und Hyänen.“
Genauso wird auf Spanisch für die Konjunktion „oder“ o [o̞] vor allen Wörtern außer jenen, die mit o- oder ho- beginnen, wo dann u [⁠w⁠] ins Spiel kommt, gebraucht. Portugiesisch nutzt stets ou [ow]~[⁠o⁠].
Vino o agua. (spanisch)
Vinho ou água. (portugiesisch)
„Wein oder Wasser.“
Uno u otro. (spanisch)
Um ou outro. (portugiesisch)
„Einer oder der andere.“

#### Se,si,síundsim
Im Portugiesischen kann se Reflexivpronomen oder Bindewort mit der Bedeutung „falls“ sein. Dies kann zur fälschlichen Annahme führen, ein port. Verb sei reflexiv, wenn dem nicht so ist. Beispiel: Se ficou em Paris... heißt „Falls er/sie/Sie in Paris geblieben wäre(n)...“ Steht die Konjunktion se einem reflexiven Verb vor, hat man gewöhnlich doppeltes se im Satz, siehe Se se esqueceu da sua senha... für „Falls du dein Passwort vergessen hast...“
| Bedeutung und Beschreibung                                | Spanisch | Portugiesisch |
| --------------------------------------------------------- | -------- | ------------- |
| ja                                                        | sí       | sim [sĩ]      |
| sich (betontes Reflexivpronomen, Objekt oder Präposition) | sí       | si            |
| falls (Konjunktion)                                       | si       | se            |
| sich (unbetontes Reflexivpronomen)                        | se       | se            |

#### Diverses
- Spanisch pronto heißt „bald“, im Portugiesischen aber „fertig“ – während „fertig“ im Spanischen listo heißt.
- Spanisch embarazada heißt „schwanger“, im Portugiesischen (embaraçado) jedoch „verlegen, peinlich berührt“.
- Spanisch largo (arch. ebenso luengo) ist „lang“, während ancho „weit“ heißt. Portugiesisch largo (auch ancho) heißt „weit“ und longo „lang“.
- Spanisch extrañar kann „seltsam finden“ oder „vermissen“ sein. Port. estranhar heißt „seltsam finden“ oder „in Streit geraten“.
- Spanisch raro kann „rar“ oder „seltsam“ heißen. Port. bedeutet es bloß „rar“.
- Spanisch todavía kann „doch/dennoch“ oder „jedoch/nichtsdestoweniger“ sein. Portugiesisch todavia heißt „jedoch/nichtsdestoweniger“. Port. heißt „doch/dennoch“ ainda.
- Spanisch (estar) embarazada bedeutet „schwanger (sein)“. Portugiesisch (estar) embaraçada ist „blamiert (sein)“ oder „verwickelt (sein)“.[A 1] Dennoch existiert im Spanisch der Ausdruck embarazoso/a („peinlich“). „Schwanger“/„trächtig“ heißt auf Port. grávida/prenha.
- Spanisch exquisito heißt „exquisit“/„elaboriert“. Port. esquisito bedeutet „seltsam“/„sonderbar“.
- Experto steht für „Experte“ auf Span. und Port., auf Letzterem sollte es jedoch nicht mit dem Homophon esperto (Homophon nur in Brasilien) verwechselt werden, was „klug“/„intelligent“ heißt. „Experte“ heißt auf Port. perito oder especialista. Spanisch kennt ebenfalls perito und eximio bei gleicher Entsprechung.
- Spanisch escoba ist „Besen“. Port. escova ist „Bürste“ oder selten „Besen“ (Portugiesisch hat normalerweise vassoura dafür). Jedoch gibt es span. Varianten, da escobilla die „Klobürste“ benennt.
- Spanisch apellido („Nachname“) ist apelido im EP und sobrenome sowohl BP als auch EP (wenn auch im EP ungewöhnlich). Spanisch sobrenombre/apodo („Spitzname“) heißt apelido/alcunha/codinome im BP und alcunha im EP.
- Spanisch rojo ist „rot“. Port. roxo ist „lila“. „Rot“ heißt auf Port. vermelho. Im europ. Portugiesisch ist der Term encarnado (wörtl. „im Fleisch“) ebenso als Synonym für „rot“ in Verwendung, wenn auch vermelho häufiger vorkommt.
- Spanisch apenas bedeutet „kaum“. Port. apenas ist „nur“. So bedeutet der span. Satz él apenas pudo dormir „er konnte kaum schlafen“, der port. Satz ele pôde apenas dormir „er konnte nur schlafen“.
- Spanisch vaso bezeichnet das „Trinkglas“, wogegen Port. vaso „Toilette“ heißt (von vaso sanitário, váter im Spanischen) oder aber „Blumentopf“. Ein port. „Trinkglas“ ist copo, wo es im Spanischen copa für „Weinglas“ gibt. Letzteres heißt port. copo oder taça, wo Spanisch mit taza die „(Tee-/Kaffee-)Tasse“ benennt. „(Tee-/Kaffee-)Tasse“ heißt auf Portugiesisch xícara/chávena (BP/EP).

## Grammatik
Generell sind die portugiesische und spanische Grammatik nicht überaus verschieden. Dennoch existieren Unterschiede, die Hürden für Sprecher einer der beiden Sprachen, die die je andere lernen wollen, darstellen können.

### Genus
Spanisch hat drei Formen für den bestimmten Artikel Singular, el, mask., la, fem., und lo, neutr. Das Letzte wird mit Adjektiven gebraucht, um abstrakte Nomen zu bilden, die allgemein gebraucht werden, und ebenso, um die Bedeutung von Adjektiven hervorzuheben. Auf Portugiesisch gibt es nur o, mask., und a, fem. Literarisches Spanisch kennt ebenfalls drei entsprechende Pronomina dritter Person, él („er“), ella („sie“) und ello („es“; weiter gefasst, nicht auf Objekt bezogen), wohingegen Portugiesisch lediglich ele, mask., und ela, fem., hat. Die span. Neutra lo und ello haben keine Pluralform.
Manche Wörter sind maskulin im Spanischen, aber feminin im Portugiesisch, oder umgekehrt. Geläufiges Beispiel sind span. Substantive, die auf -aje enden und maskulin sind und ihre port. Äquivalente, welche auf -agem enden und feminin sind. Vgl.: Spanisch el viaje („die Reise“; mask. wie französisch le voyage und italien. il viaggio) korrespondiert mit dem port. Femininum a viagem. Genauso sind el puente („Brücke“), el dolor („Schmerz“) oder el árbol („Baum“) maskuline Nomen im modernen Spanisch, wogegen a ponte, a dor und a árvore port. Feminina sind. Auf der anderen Seite entspricht das span. Femininum la leche („Milch“) dem portugiesischen o leite (mask., wie französisch le lait, italienisch il latte). Gleichfalls ist nariz („Nase“) feminin im Spanischen und maskulin im Portugiesischen.
Einige span. Termini können mask. und fem. sein, mit verschiedenartiger Bedeutung. Beide Bedeutungen existieren gewöhnlich auch auf Portugiesisch, allerdings mit bloß einem Genus, sodass sie nicht ohne weiteren Kontext unterschieden werden können, etwa kann das Wort orden (wörtl. „Ordnung“) sowohl „harmonisches Arrangement“ als auch „Anweisung“/„Befehl“ bedeuten, wie sein port. Pendant. Aber das span. Wort ist maskulin bei erster Bedeutung und feminin bei der zweiten:
Me sorprendió el orden. („Die Ordnung überraschte mich.“)
Me sorprendió la orden. („Der Befehl überraschte mich.“)
Das port. Gegenstück ordem ist stets feminin:
Surpreendeu-me a ordem. („Die Ordnung überraschte mich.“/„Der Befehl überraschte mich.“)
Ohne erklärenden Zusammenhang ist es unmöglich, die gewollte Bedeutung im Portugiesisch zu erkennen.

### Gebrauch des bestimmten Artikels
Im Portugiesisch wird meist vor Rufnamen der bestimmte Artikel gesetzt, was auch im Katalanischen, jedoch bloß in einigen kastilischen Dialekten zu finden ist. Auf Portugiesisch stellt dies ein relativ neuartiges Phänomen dar, das manche brasilianische Dialekte, vornehmlich im Nordosten, noch nicht übernommen haben. Bei jenen port. Dialekten, die standardmäßig den bestimmten Artikel vor Namen einsetzen, kann dieser zum Ausdruck von Formalität oder literarischer Distanz weggelassen werden. Beispielsweise deutsch „Maria ging (weg)“, spanisch María salió und portugiesisch a Maria saiu. Zu beachten ist aber, dass in vielen span. Dialekten der bestimmte Artikel vor Personennamen gebraucht wird; so ist la María salió häufig zu hören.
Portugiesisch gebraucht den bestimmten Artikel vor manchen Städtenamen und fast allen Ländernamen, außer bei verhältnismäßig neuen wie Cingapura/Singapura und solchen, die mit Portugal (historisch) zusammenhängen (wenngleich nur grobe Regel) und den lusophonen Staaten, z. B. a Holanda, aber Portugal; o México, aber Angola; a Suécia, aber Moçambique. Die größte Ausnahme der Länderregel verkörpert o Brasil. Auch Inglaterra, França, Espanha, Itália im EP, jedoch mit dem Artikel a im BP.
Im Spanisch ist der Gebrauch des bestimmten Artikels bei manchen Ländern optional: (la) China, (el) Japón, (la) India, (la) Argentina, (el) Ecuador, (el) Perú, (el) Uruguay, (el) Paraguay, (el) Brasil, (los) Estados Unidos usw. Gleiches gilt für zwei Kontinente: (la) Antártida und (el) África; für Archipele und Inseln: (las) Filipinas, (las) Canarias, (las) Azores; für manche Provinzen, Regionen und Territorien: (el) Tíbet, (la) Toscana, (el) Piamonte, (el) Lacio; und für einige Städte: (el) Cairo, (la) Valeta. Spanisch verwendet den bestimmten Artikel bei allen geographischen Namen, sobald sie mit einem Adjektiv oder erläuternden Satz vorkommen, wie in folgenden Beispielen: la España medieval („das mittelalterliche Spanien“), el Puerto Rico prehispánico („Puerto Rico vor den Spaniern“), el Portugal de Salazar („Portugal unter Salazar“) etc.
Santiago es la capital de Chile. (spanisch)
Santiago é a capital do Chile. (portugiesisch)
„Santiago ist die Hauptstadt Chiles.“
Él es de Costa Rica, que está en América Central. (spanisch)
Ele é da Costa Rica, que fica na América Central. (portugiesisch)
„Er kommt aus Costa Rica, das in Zentralamerika liegt.“
Tengo un boleto para (los) Estados Unidos de América. (spanisch)
Tenho um bilhete para os Estados Unidos da América. (portugiesisch)
„Ich habe ein Flugticket in die Vereinigten Staaten.“
Nueva Delhi no es la ciudad más poblada de (la) India. (spanisch)
Nova Déli não é a cidade mais populosa da Índia. (portugiesisch)
„Neu-Delhi ist nicht die bevölkerungsreichste Stadt Indiens.“
La Europa medieval pertenecía a monarcas absolutos. (spanisch)
A Europa medieval pertencia a monarcas absolutos. (portugiesisch)
„Das mittelalterliche Europa gehörte absoluten Monarchen.“
Portugiesisch lässt den bestimmten Artikel bei der Tageszeit weg, es sei denn, para ist im Spiel.
Son las nueve y quince. (spanisch)
São nove e quinze. (portugiesisch)
„Es ist neun Uhr fünfzehn.“
Hinzu kommt, dass die meisten port. Dialekte den bestimmten Artikel vor Possessivartikeln (wie im Italienischen) gebrauchen, was auf Spanisch nicht möglich ist. So lautet etwa der Satz „Dies ist mein Bruder“ Este es mi hermano auf Spanisch, kann jedoch Este é o meu irmão auf Portugiesisch heißen. Trotzdem gebrauchen viele brasilianische Dialekte (vornehmlich im Nordosten) und umgangssprachliches BP den Artikel nicht in Sätzen wie: Este é meu irmão (obwohl er normalerweise in Sätzen auftaucht wie O meu irmão está lá).

### Possessiva
Im Portugiesischen haben die Possessivadjektive dieselbe Form wie die Possessivpronomina und sie richten sich alle nach dem Genus des „Besitzgegenstandes“. Im Spanischen gilt dasselbe für nuestro/nuestra („unser“) und vuestro/vuestra („euer“), aber bei allen anderen Possessiva hat das Fürwort eine längere Form, die sich nach dem Genus des Besitzgegenstandes richtet, während das Adjektiv eine kürzere Form hat, welche sich nicht nach dem Genus richtet. Den Possessivadjektiven geht gewöhnlich ein bestimmter Artikel im EP voraus, weniger im BP und nie im Spanischen. Den Possessivpronomina geht in allen Dialekten beider Sprachen ein bestimmter Artikel voraus:
| Genus des Besitzgegenstands | Spanisch             | Spanisch        | Portugiesisch             | Portugiesisch |
| Genus des Besitzgegenstands | Adjektiv             | Pronomen        | Adjektiv                  | Pronomen      |
| Femininum                   | su casa „dein Haus“  | la suya „deins“ | (a) sua casa „dein Haus“  | a sua „deins“ |
| Maskulinum                  | su libro „dein Buch“ | el suyo „deins“ | (o) seu livro „dein Buch“ | o seu „deins“ |

### Pronomina

#### Objektpronomina
Auf Portugiesisch haben klitische Pronomina in der dritten Person spezielle Varianten, welche nach gewissen Verbindungen gebraucht werden, was auf Spanisch nicht passiert. Die Standardobjektpronomina o/a/os/as werden zu lo/la/los/las, wenn sie auf ein Verb folgen, das auf ⟨r⟩, ⟨s⟩ oder ⟨z⟩ endet, und zu no/na/nos/nas, wenn sie auf ein Verb mit nasalem Ausklang folgen.
| Spanisch     | Portugiesisch | Bedeutung             |
| ------------ | ------------- | --------------------- |
| manténgalo   | mantenha-o    | behalte es            |
| mantenerlo   | mantê-lo      | (um) es (zu) behalten |
| lo mantienen | mantêm-no     | sie behalten es       |

Im BP sind diese Formen unüblich, da das Fürwort für gewöhnlich dem Verb vorangeht (d. h. você o mantenha im obigen Bsp.), und Subjektpronomina in der dritten Person informell als Objektpronomina gebraucht werden (mantenha ele), obschon Letzteres eigentlich inkorrekt ist. Da es jedoch bisweilen als ungrammatikalisch angesehen wird, einen Satz mit einem Objektpronomen zu beginnen, finden obige Beispiele selten auch in Brasilien Anwendung.

#### Klitische Personalpronomina
EP unterscheidet sich von BP hinsichtlich der Stellung klitischer Personalpronomina, und Spanisch wiederum differiert von beiden.
- Im Spanischen stehen klitische Pronomina normalerweise vor dem Verb, außer bei Imperativ, Infinitiv und Gerundium. Bei verbalen Periphrasen stehen sie dem Hilfsverb vor.
- Im gesprochenen BP kommen klitische Pronomina üblicherweise vor das „Haupt“verb. In verbalen Periphrasen kommen sie zwischen Hilfs- und Hauptverb. Dies passiert auch bei Imperativ, Infinitiv, Gerundium und Partizip Perfekt.
- Im EP können klitische Fürwörter vor oder nach dem Verb stehen, je nach Teilsatz. In verbalen Periphrasen können sie vor oder nach dem Hilfsverb stehen oder dem Hauptverb folgen (wenn dieses im Infinitiv oder Gerundium ist) (siehe auch Tobler-Mussafia-Gesetz).

| Spanisch                                                            | Portugiesisch                                        | Bedeutung                            |
| ------------------------------------------------------------------- | ---------------------------------------------------- | ------------------------------------ |
| Ella le dio un libro.                                               | Ela deu-lhe um livro. Ela lhe deu um livro.          | Sie gab ihm ein Buch.                |
| Dígame dónde ha estado.                                             | Diz-me onde estiveste. Diga-me por onde você esteve. | Sag mir wo du warst.                 |
| Tómame una foto. Sácame una foto.                                   | Tira-me uma foto. Me tira uma foto.                  | Mach mir ein Foto.                   |
| Quería verte. Te quería ver.                                        | Queria ver-te. Queria te ver.                        | Ich wollte dich sehen.               |
| No te he conseguido ver. No he conseguido verte. No conseguí verte. | Não consegui ver-te. Não consegui te ver.            | Ich schaffte es nicht dich zu sehen. |

#### Mesoklitika
Im Portugiesischen können Verben im Indikativ Futur oder im Konditional in Morpheme zerlegt werden und das klitische Pronomen kann zwischen diese gestellt sein, was Mesoklise heißt. Dies kam auch im Altspanischen vor, heutiges Spanisch kennt Vergleichbares allerdings nicht:
Lo traerá. (spanisch)
Trá-lo-á. (EP und äußerst formales geschriebenes BP)
„Er/sie wird es bringen.“
Jedoch werden diese Zeiten in gesprochener Sprache oft durch andere ersetzt. Indikativ Futur wird manchmal durch Indikativ Präsens ersetzt, Konditional sehr oft durch Indikativ Imperfekt substituiert. Umgangssprachlich würden die meisten Portugiesen trá-lo-á als vai trazê-lo („bringt es“; eigtl. „wird es bringen“) oder irá trazê-lo („wird es bringen“) sagen.

#### Kombinieren von Pronomina im Spanischen
Die spanische Konstruktion se lo dio heißt entweder ‚[Er/sie] gab es [ihm/ihr]‘ oder ‚[Er/sie] gab es sich selbst‘. Das erwartbare Muster für Vorheriges wäre *le lo dio ‚Er/sie gab es ihm/ihr‘, aber so eine Konstruktion gibt es nicht. Dies ist Spanisch exklusiv.
- Latein DÉDIT ILLĪ ILLUD ‚Er/sie gab es ihm/ihr‘ → Vulgärlatein *DÉDIT ILLĪ ILLU → Iberoromanisch *DÉI(T) (IL)LĪ (IL)LU
- Spanisch: *die-le-lo → *dieo-le-lo → altspan. diógelo → dióselo → neuspan. se lo dio (18. Jh.)
- Portugiesisch: altport. deu-li-lo → *deu lhe lo → neuport. deu-lho

Somit unterscheidet heutiges Spanisch nicht zwischen dem Reflexivpronomen se und dem Dativobjekt se. Zu beachten ist, dass das nicht auf Altspanisch vorkam: diógelo ‚er gab es ihm‘ gegenüber dióselo ‚er gab es sich‘. Der mittelalterliche g-Laut (ähnlich dem französischen) wurde durch s im 14./15. Jh. ersetzt (vgl. span. coger ‚fangen‘, aber cosecha ‚Ernte‘, port. colher und colheita, beide zu lat. colligere).

#### Gebrauch betonter Pronomina für unbelebte Subjekte
Im Spanischen werden betonte Pronomina nie für unbelebte Subjekte verwendet (d. h. Dinge, im Gegensatz zu Menschen oder Tieren), nicht einmal für Klarstellungen oder bei Mehrdeutigkeit. Portugiesisch kennt keine solche Restriktion, sodass betonte auf unbelebte Subjekte bezogene Pronomina entweder genutzt oder ausgelassen werden können:
¿Dónde están las llaves? Están en la mesa. (Spanisch – Pronomen immer weggelassen)
Onde estão as chaves? (Elas) estão na mesa. (Portugiesisch – Pronomen optional)
„Wo sind die Schlüssel? Sie sind auf dem Tisch.“ (Deutsch – Pronomen obligatorisch)

#### Pronomina der zweiten Person
Der Gebrauch von Pronomina der zweiten Person differiert stark zwischen Spanisch und Portugiesisch, und noch stärker zwischen EP und BP. Spanisch tú und usted gehen etymologisch mit Port. tu und você einher, aber Portugiesisch bekam eine dritte, noch formalere Form o(s) senhor(es), a(s) senhora(s), você auf eine eher „gleichmachende“ denn formale Ebene versetzend. Im Plural ist port. geläufiges vós nunmehr überall archaisch und sowohl Pronomina als auch korrespondierende Verbformen der zweiten Person Plural sind gemeinhin auf Bibeltexte, traditionelle Gebete und mündliche Varianten mancher ländlicher portugiesischer Regionen beschränkt; normalerweise ist nun die geläufige (gleiche Ebene ausdrückende) Form vocês. Im Fall des iberischen Spanischen haben tú, usted, vosotros und ustedes mehr oder weniger ihre originäre Funktion behalten; wenn überhaupt, dann ersetzt tú usted im täglichen Sprachgebrauch und usted wird vermehrt in formalen Situationen verwendet (vgl. Port. o senhor). Lateinamerikanisches Spanisch ist komplizierter: vosotros hat Platz gemacht für ustedes, jedoch nutzen bestimmte Regionen auch vos als informelles Pronomen Singular, was tú mal mehr mal weniger aus seiner angestammten Position verdrängt (siehe Voseo).
Gesprochenes BP hat das System der Pronomina stark simplifiziert, wobei você(s) tendenziell alle anderen Formen ersetzt. Obwohl einige Gebiete Brasiliens noch tu und entsprechende Verbformen der zweiten Pers. Sg. verwenden, nutzt das überwältigende Gros entweder tu mit Verbform der dritten Person Sg. oder tauscht (zunehmend) tu ganz durch você aus. Dies wiederum hat dazu geführt, das ursprüngliche Possessivum dritter Person seu, sua hauptsächlich für die zweite Person zu nutzen, einhergehend mit dem Aufkommen eines „neuen“ Possessivums dritter Person, dele, dela (Plural deles, delas („ihr“)), welches dem Substantiv folgt (z. B. o carro dele („sein Auto“), o carro dela („ihr Auto“)). Das formelle o senhor ist ebenso vermehrt auf sehr formale Situationen beschränkt, etwa wenn ein Ladenverkäufer einen Kunden anspricht oder ein Kind oder Jugendlicher sich an fremde Erwachsene wendet.
In dieser Hinsicht konservativer ist der fluminenser Dialekt des BP (gesprochen in Rio de Janeiro, Espírito Santo und in der Zona da Mata des Staats Minas Gerais) – besonders sein Carioca-Soziolekt. Dieser Dialekt behält üblicherweise das intimere tu, die Standardform gleicher Ebene você und das respektvolle bzw. formale o senhor/a senhora, zusammen mit den zugehörigen Possessiva, so sehr bei, dass, je nach Kontext, fast alle Sprecher diese Formen nutzen. Nichtsdestoweniger beugt eine Minderheit gebildeter Sprecher alle zu tu gehörigen Pronomina formal korrekt; ansonsten wird dies meist wie você gehandhabt.
Standardportugiesisch kennt vocês und os senhores/as senhoras als Plural von você und o senhor/a senhora, aber der Volksmund hat auch neue Formen mit der umgangssprachlichen Funktion zweiter Person Plural hervorgebracht, etwa gente (vgl. a gente als gängige Umgangsform für nós („wir“), das als dritte Person Sg. konjugiert werden sollte, was gemeinhin nicht geschieht), pessoas, pessoal, [meu] povo, cês (Mundart für vocês) und galera (eher Jugendsprache).
Oft wird gesagt, dass die Dialekte Gaúcho, Nordestino und Amazofonia sowie einige Soziolekte anderswo, etwa jener in der und um die Stadt Santos, tu bewahrt hätten; anders als beim Fluminense ist der Gebrauch von você stark eingeschränkt und völlig absent bei manchen Sprechern, wobei tu dessen Platz einnimmt. In diesen Gegenden wird das Verb bei tu in der dritten Person konjugiert (wie bei você) – außer von gebildeten Sprechern einiger urbaner Zentren wie Porto Alegre und, insbesondere, Belém (vgl. BP).

### Verben

#### „Sein“
Spanisch und Portugiesisch haben zwei primäre Kopulae, ser und estar. Zumeist werden diese in beiden Sprachen kongruent gebraucht, jedoch gibt es ein paar Fälle, wo dies nicht zutrifft. Der Hauptunterschied zwischen Spanisch und Portugiesisch liegt in der Interpretation des Konzepts von Zustand vs. Essenz und in Generalisierungen, die auf die eine oder andere Art in gewissen Konstruktionen vorkommen, wie:
Está prohibido fumar. (spanisch) [estar]
É proibido fumar. (portugiesisch) [ser]
„Rauchen ist verboten.“
La silla está hecha de madera. (spanisch) [estar]
A cadeira é feita de madeira. (portugiesisch) [ser]
„Der Stuhl ist aus Holz gemacht.“
Sólo uno es correcto. (spanisch) [ser]
Só um está correto. (portugiesisch) [estar]
„Nur eines ist richtig.“
Ebenso ist der Gebrauch von ser bei permanentem Ort im Portugiesisch viel akzeptierter. Umgekehrt ist estar oft im Spanischen permanent bei Orten, wohingegen es auf Portugiesisch impliziert, temporär und/oder in unmittelbarer Nähe zu sein (selbes Haus, Gebäude etc.), s. u. die ersten beiden Beispiele.
Sekundäre Kopulae sind quedar(se) im Spanisch und ficar im Portugiesisch. Jedes kann auch „bleiben“ oder „verweilen“ heißen.
Me quedé dentro de la casa todo el día. (spanisch)
Fiquei dentro de casa todo o dia. (portugiesisch)
„Ich blieb den ganzen Tag im Haus.“
Wie nun hier erklärt, insinuiert der span. Satz, freiwillig im Haus geblieben zu sein, wo Portugiesisch und Deutsch in dieser Frage ohne zusätzliche Information eher mehrdeutig sind:
Nuestra oficina queda (oder está) muy lejos. (spanisch) [quedar/estar]
O nosso escritório é (oder fica) muito longe. (portugiesisch) [ser/ficar]
„Unser Büro ist sehr weit weg.“
¿Dónde está (oder queda) el aeropuerto? (spanisch) [estar/quedar]
Onde fica (oder é) o aeroporto? (portugiesisch) [ficar/ser]
„Wo ist der Flughafen?“
Da der Flughafen offensichtlich nicht irgendwo in der Nähe liegt, wird ficar im Portugiesischen gebraucht (am üblichsten), obgleich ser genauso ginge.
Sowohl Spanisch quedar(se) wie Portugiesisch ficar können „werden“ bedeuten:
Mi abuela se está quedando sorda. (spanisch)
A minha avó está ficando surda. (BP und manche Dialekte des EP)
A minha avó está/anda a ficar surda. (EP)
„Meine Großmutter wird (langsam) taub.“

#### „Mögen“
Die portugiesischen und spanischen Verben für „mögen“ haben die gleiche Form (gostar und gustar), sind allerdings verschieden beim Gebrauch von Argumenten. Linguistische Argumente sind Ausdrücke, um ein Verb in seiner Bedeutung zu vervollständigen. Ausdrücke des Mögens verwenden normalerweise zwei Argumente: (1) eine Person, die etwas mag und (2) etwas, das diese Person mag (siehe auch Theta-Rolle). Portugiesisch und Spanisch (genau wie Deutsch) schreiben diesen Argumenten verschiedene grammatikalische Fälle zu, wie folgende Tabelle mit der Argumentenstruktur beim Verb „mögen“ verdeutlicht:
|               | Person, die etwas mag | Sache, die gemocht wird    | Form                        |
| ------------- | --------------------- | -------------------------- | --------------------------- |
| Portugiesisch | Subjekt               | Präpositionalobjekt von de | (Eu) gosto de ouvir música. |
| Spanisch      | Dativobjekt           | Subjekt                    | Me gusta escuchar música.   |
| Deutsch       | Subjekt               | Akkusativobjekt            | Ich mag es, Musik zu hören. |

Der port. Satz bedeutet wortwörtlich „[Ich] [ziehe Gefälligkeit] [aus dem] [Hören von Musik]“, dagegen der span. „[Mir] [gefällt es] [Musik zu hören]“.

#### Reflexive Verben
Reflexive Verben sind auf Spanisch etwas geläufiger als auf Portugiesisch, insbesondere bei Handlungen, die sich auf Körperteile beziehen:
Guillermo se quebró la pierna jugando a la pelota. (spanisch)
O Guilherme quebrou a perna jogando bola. (BP)
O Guilherme partiu a perna a jogar à bola. (EP)
„Wilhelm brach sich das Bein beim Fußballspielen.“

#### Hilfsverb im Perfektsystem
Im Spanisch wird das Perfektsystem mit dem Hilfsverb haber (zu lat. HABĒRE) gebildet. Auch wenn Portugiesisch sein Kognat haver in dieser Weise verwendete, ist es nun üblicher, ter ‚haben‘ (zu lat. TENĒRE ‚halten‘) zu nehmen. Haver ist im BP geläufiger, während ter als Hilfsverb in anderen iberoromanischen Sprachen Anwendung findet; im Portugiesischen ist es sehr viel häufiger. Zu beachten, dass die meisten Verbtabellen für Portugiesisch bloß ter beim Perfekt aufführen.
- Plusquamperfektbildungen:

 Yo ya había comido cuando mi madre volvió. (spanisch) [Imperfekt von haber]
 Eu já comera quando a minha mãe voltou. (portugiesisch) [ererbtes, synthetisches Plqperf.]
 Eu já tinha comido quando a minha mãe voltou. (portugiesisch) [Imperfekt von ter]
 Eu já havia comido quando a minha mãe voltou. (portugiesisch) [Imperfekt von haver]
„Ich hatte bereits gegessen, als meine Mutter zurückkam.“ [Präteritum von haben]

#### Subjunktiv/Konjunktiv Imperfekt versus Indikativ Plusquamperfekt
Eine Klasse „falscher Freunde“ innerhalb der beiden Sprachen besteht in Verbformen mit den Endungen -ra- wie cantara, cantaras, cantáramos usw. Spanisch hat zwei Formen des Subjunktiv Imperfekt, mit Endungen auf -se- und auf -ra- (z. B. cantase/cantara „hätte ich gesungen“), die gewöhnlich austauschbar sind. Im Portugiesischen drückt dies nur cantasse aus; cantara ist der Indikativ Plusquamperfekt, d. h. äquivalent zum span. había cantado („ich hatte gesungen“). Wenngleich es eine starke Tendenz zu zusammengesetzten Verbformen gibt, ähnlich Spanisch und Deutsch (tinha cantado), ist die einfache Zeit in der portugiesischen Literatur noch sehr präsent.

#### Perfekt
Auf Spanisch wird das Präsensperfekt normalerweise gebraucht, um über in der Vergangenheit angefangene und abgeschlossene Handlungen zu reden, welche in der Gegenwart noch als relevant angesehen werden. Auf Portugiesisch wird Gleiches durch das Präteritum ausgedrückt:
No, gracias. Ya he cenado. (spanisch) [Perfekt]
Não, obrigado. Já jantei. (portugiesisch) [Präteritum]
„Nein, danke. Ich habe schon zu Abend gegessen.“ [Perfekt]
He ido a España dos veces. (spanisch) [Perfekt]
Fui a Espanha duas vezes. (portugiesisch) [Präteritum]
„Ich bin zwei Mal nach Spanien gefahren.“ [Perfekt]
¿Ha oído usted las últimas noticias, señor? (spanisch) [Perfekt]
O senhor ouviu as últimas notícias? (portugiesisch) [Präteritum]
„Haben Sie die Neuigkeiten gehört, mein Herr?“ [Perfekt]
Im Portugiesischen wird das Präsensperfekt (pretérito perfeito composto) für gewöhnlich für Ereignisse gebraucht, die in der Vergangenheit anfingen, bis in die Gegenwart regelmäßig wiederkehrten und in der Zukunft weiter eintreten könnten. Als Beispiel der Kontrast mit dem Spanischen:
He pensado en pedirle matrimonio. (spanisch) [Perfekt]
„Ich habe überlegt, sie/ihn [Dativobjekt] zu fragen, mich zu heiraten [der Gedanke kam mir zumindest ein Mal].“ [Perfekt]
Tenho pensado em pedi-la em casamento. (portugiesisch) [Perfekt]
„Ich habe (öfters) überlegt, sie [Akkusativobjekt] zu fragen, mich zu heiraten.“ [Perfekt; Hdlg. reicht bis in Gegenwart]

#### Personaler Infinitiv
Als einzige der großen Romanischen Sprachen hat Portugiesisch den Infinitivo Pessoal, welcher als Alternative zum Subjunktiv/Konjunktiv in Gliedsätzen angewendet werden kann.
La recepcionista nos pidió que esperáramos/esperásemos. (spanisch) [Subjunktiv Imperfekt]
A recepcionista pediu para esperarmos. (portugiesisch) [Personaler Infinitiv]
A recepcionista pediu que esperássemos. (portugiesisch) [Subjunktiv/Konjunktiv Imperfekt]
„Die Rezeptionistin bat uns, zu warten.“
Die port. Perfektform des Personalen Infinitiv entspricht einem unter mehreren möglichen span. finiten Verben.
Alguien nos acusó de haber robado un bolígrafo. (spanisch)
Alguém nos acusou de termos roubado uma caneta. (portugiesisch)
„Jemand hat uns angeklagt, einen Stift geklaut zu haben.“
Manchmal kann der Personale Infinitiv kaum durch einen finiten Teilsatz ersetzt werden und stimmt mit einer abweichenden Struktur im Spanischen überein:
Tu hábito de fumar junto a una ventana es desagradable. (Spanisch: „Deine Angewohnheit, nahe einem Fenster zu rauchen, ist unangenehm.“)
O hábito de fumares à janela é desagradável. (portugiesisch; Personaler Infinitiv. Wörtl.: „Die Angewohnheit, dass du am Fenster rauchst, ist unangenehm.“)
(O) teu hábito de fumar à janela é desagradável. (portugiesisch; unpersonaler Infinitiv. Wörtl.: „Deine Angewohnheit, am Fenster zu rauchen, ist unangenehm.“)
Der Personale Infinitiv wird nicht in kontrafaktischen Situationen gebraucht, da diese des Subjunktiv/Konjunktiv Imperfekt bedürfen: „Wenn wir reich wären...“ ist Se fôssemos ricos..., nicht *Se sermos ricos... Ebenso wird er konjugiert wie der Subjunktiv/Konjunktiv Futur (s. nächsten Abschnitt), sofern Letzterer nicht unregelmäßig ist (ser, estar, ter etc.). Der Personale Infinitiv ist nie unregelmäßig, obgleich der Zirkumflexakzent bei erweiterten Formen ausbleiben kann (etwa pôr).
In der ersten und dritten Person Singular unterscheidet sich der Personale Infinitiv nicht vom unkonjugierten.
É bom eu/ele esperar um bocadinho. (portugiesisch)
„Es ist gut, dass ich/er ein wenig warte(t).“
Die obigen Regeln gelten ebenfalls, wenn die Subjekte beider Teilsätze übereinstimmen, jedoch unabhängig voneinander sind.
Para que lleguemos temprano, necesitamos apresurarnos. (spanisch) [Subjunktiv Präsens]
Para chegarmos cedo, temos/teremos de nos apressar. (portugiesisch) [Personaler Infinitiv]
„Damit wir früh ankommen, müssen wir uns beeilen.“
Para que llegáramos/llegásemos temprano, necesitaríamos apresurarnos. (spanisch) [Subjunktiv Imperfekt]
Para chegarmos cedo, tínhamos/teríamos de nos apressar. (portugiesisch) [Personaler Infinitiv]
„Damit wir früh ankommen, müssten wir uns beeilen.“
Wie gesehen, kann der Personale Infinitiv zuweilen genutzt werden, um den unpersonalen Infinitiv oder den Subjunktiv zu ersetzen. Spanisch hat keine solche Möglichkeit.

#### Subjunktiv/Konjunktiv Futur
Der Subjunktiv/Konjunktiv Futur, nunmehr praktisch obsolet im Spanischen, wird sowohl in geschriebenem als auch gesprochenem Portugiesisch weiterhin verwendet. Es wird in abhängigen Sätzen gebraucht, die sich auf hypothetische zukünftige Ereignisse oder Zustände beziehen – entweder Adverbialsätze (gewöhnlich mit se („falls“) oder quando („wenn“; eigtl. „wann“)) oder Relativsätze, die Hauptwörter modifizieren, welche sich auf hypothetisches Zukünftiges beziehen. Spanisch nutzt in analogen falls-Sätzen den Indikativ Präsens und in cuando- und Relativsätzen den Subjunktiv Präsens.
Se eu for eleito presidente, mudarei a lei. (portugiesisch)
Si yo soy elegido presidente, cambiaré la ley. (spanisch)
„Falls ich zum Präsidenten gewählt werde, ändere ich das Gesetz.“
Quando fores mais velho, compreenderás. (portugiesisch)
Cuando seas mayor, comprenderás. (spanisch)
„Wenn du älter bist, wirst du verstehen.“
Dar-se-á/Se dará o prêmio à primeira pessoa que disser a resposta correta. (portugiesisch)
Se dará el premio a la primera persona que diga la respuesta correcta. (spanisch)
„Der Preis geht an die erste Person, welche die korrekte Antwort nennt.“

#### Unregelmäßige Verben
Eine Reihe portugiesischer Verben ändern den Hauptvokal, um Unterschiede zwischen 1. und 3. Pers. Sg. anzuzeigen: fiz („ich machte“) vs. fez („er/sie/es machte“), pude („ich konnte“) vs. pôde („er konnte“), fui („ich war/ging“) vs. foi („er war/ging“), tive („ich hatte“) vs. teve („er hatte“) etc. Diese Vokalunterschiede stammen von der durch das finale -Ī der 1. Pers. Sg. ausgelösten Metaphonie. Spanisch behält dies lediglich bei fui („ich war“) vs. fue („er war“). In allen anderen Fällen wurde einer der beiden Vokale regelmäßig in der Konjugation und eine neue Endung der 3. Pers., -o, angenommen: hice („ich machte“) vs. hizo („er machte“), pude („ich konnte“) vs. pudo („er konnte“) etc.
Umgekehrt behält Spanisch viel mehr unregelmäßige Formen im Futur und Konditional bei: saldré („ich werde weggehen“), pondré („ich werde hinstellen“), vendré („ich werde kommen“), diré („ich werde sagen“) usw. Portugiesisch hat nur deren drei: farei („ich werde machen“), direi („ich werde sagen“), trarei („ich werde bringen“).
Portugiesisch lässt -e in unregelmäßigen Formen der 3. Pers. Sg. Ind. Präs. nach ⟨z⟩ und ⟨r⟩ gemäß phonologischer Regeln weg: faz („er macht“), diz („er sagt“), quer („er will“) etc. Spanisch hat analog -e bei anderen Verben rekultiviert: hace („er macht“), dice („er sagt“), quiere („er will“) etc. (Gleiche Analogie gilt für fiz vs. hice („ich machte“) im Präteritum. Bei Substantiven wie paz („Friede“), luz („Licht“), amor („Liebe“) usw. wurde -e in beiden Sprachen fallen gelassen und nie rekultiviert).

### Präpositionen

#### Verschmelzungen
Im Spanisch bilden die Präpositionen a („(um) zu“) und de („von, aus“) Schmelzwörter mit dem darauffolgenden mask. Sg. bestimmten Artikel el („der“): a + el > al und de + el > del. Diese Kontraktion ist im Portugiesisch viel umfassender, wobei die Präpositionen a („(um) zu“), de („von, aus“), em („in“) und por („für“) mit Artikel und Demonstrativpronomen ungeachtet Numerus oder Genus involviert sind. Alle vier dieser Präpositionen verschmelzen mit dem bestimmten Artikel, wie in folgender Tabelle aufgeführt:
| Präposition + best. Artikel (portugiesisch) | a   | de    | em   | por   |
| ------------------------------------------- | --- | ----- | ---- | ----- |
| o (mask. Sg.)                               | ao  | do    | no 1 | pelo  |
| a (fem. Sg.)                                | à 2 | da    | na   | pela  |
| os (mask. Pl.)                              | aos | dos 1 | nos  | pelos |
| as (fem. Pl.)                               | às  | das   | nas  | pelas |

2Im EP wird a [⁠ɐ⁠] ausgesprochen, während à [⁠a⁠] lautet. Beides zumeist [⁠a⁠] im Großteil Brasiliens, wenngleich in einigen Dialekten wie Carioca und Florianopolitano Unterschiede auftreten können.
Zusätzlich werden die Präpositionen de und em mit den Demonstrativa wie unten gezeigt kombiniert:
| Präposition + Demonstrativum (portugiesisch)                                | de                                | em                                |
| --------------------------------------------------------------------------- | --------------------------------- | --------------------------------- |
| este (mask. Sg.) esta (fem. Sg.) estes (mask. Pl.) estas (fem. Pl.)         | deste desta destes destas         | neste nesta nestes nestas         |
| esse (mask. Sg.) essa (fem. Sg.) esses (mask. Pl.) essas (fem. Pl.)         | desse dessa desses dessas         | nesse nessa nesses nessas         |
| aquele (mask. Sg.) aquela (fem. Sg.) aqueles (mask. Pl.) aquelas (fem. Pl.) | daquele daquela daqueles daquelas | naquele naquela naqueles naquelas |

Die neutralen Demonstrativpronomina isto („dieses“), isso, aquilo („jenes“) werden ebenso mit de und em kombiniert – also disto, nisto etc. Die Präposition a wird mit den distalen Demonstrativa (jene, die mit a- beginnen) verbunden, um àquele, àquilo usw. zu formen.
Bislang erwähnte port. Kontraktionen sind obligatorisch. Kontraktionen können auch optional aus em und de mit dem unbestimmten Artikel (um, uma, uns, umas) gebildet werden, was zu num, numa, dum, duma etc. führt und mit den Pronomina der 3. Pers. (ele, ela, eles, elas), was nele, nela, dele, dela etc. ergibt. Andere de facto obligatorische Verschmelzungen sind de mit aqui > daqui („von dort“); fakultativ mit dem Nomen água: um copo d'água („ein Glas Wasser“).
Das span. con („mit“, Port. com) wird mit den präpositionalen Pronomina mí, ti und sí kombiniert, um conmigo, contigo, consigo („mit mir“, „mit dir“, „mit ihm/ihr selbst“) zu bilden. Auf Portugiesisch kommt dies nicht nur bei mim, ti und si zur Anwendung (comigo, contigo und consigo), sondern ist auch erweitert auf nós und (in Varianten, wo es gebraucht wird) vós, was in connosco (conosco auf BP) und convosco mündet.

#### Personales „a“
Spanisch verwendet vor dem direkten Objekt eines transitiven Verbs (außer tener) eine Präposition, das sog. „personale a“, wenn es spezifische Personen oder Haustiere bezeichnet; vgl. Veo a Juan („ich sehe Johann“); Hemos invitado a los estudiantes („wir haben die Studenten eingeladen“). Auf Portugiesisch existiert praktisch kein personales a, außer vor Deus („Gott“): louvar a Deus („Gott (zu) preisen“), amar a Deus („Gott (zu) lieben“).

#### Ir aversusir para
In beiden Sprachen recht geläufig sind die Präpositionen a (was oft „(um) zu“ heißt) und para (oft „für“). Jedoch unterscheidet EP, ob man für kurze oder längere Zeit wohin geht, vor allem bei intendierten Aufenthalten, wobei bei Letzterem para anstatt a gebraucht wird. Obschon es keine festgelegte Aufenthaltsdauer zum Präpositionswechsel für Sprecher des EP gibt, impliziert a, dass man eher früher als später heimkehrt, je nach Kontext. Dieser Unterschied existiert weder auf BP noch im Spanischen und das span. para kann auch nicht in diesem Sinne angewandt werden.
Fui al mercado cerca de mi casa. (spanisch)
Fui ao mercado perto de/da minha casa./Fui para  o mercado perto de/da minha casa. (EP und BP)
„Ich ging zum Markt in der Nähe meines Hauses.“ [temporärer Ortswechsel]
El presidente anterior fue exiliado a Portugal. (spanisch)
O presidente anterior foi exilado para Portugal. (EP und BP)
„Der vorherige Präsident wurde nach Portugal verbannt.“ [permanenter bzw. länger andauernder Ortswechsel]
Zu beachten ist dennoch im ersten Beispiel, dass para auf Portugiesisch gebraucht werden könnte, sofern ein Kontrast zu einem sehr kurzen Aufenthalt dargestellt ist.
Não fico muito tempo, só um minuto. Tenho que/de ir para o mercado. (portugiesisch)
„Ich kann nicht lange bleiben, nur eine Minute. Ich muss zum Markt.“ [unerledigte Aufgabe oder Termin]
Auf informellem BP ersetzt em (in seiner ursprünglichen Form oder kombiniert mit einem gegebenen Artikel in einer Kontraktion, was in no, na, numa etc. resultiert) oftmals die Präposition a der Standardsprache.
Vou na padaria. (informelles BP)
Vou à padaria. (Standardportugiesisch)
„Ich gehe zur Bäckerei.“
Fui numa festa ontem. (informelles BP)
Fui a uma festa ontem. (Standardportugiesisch)
„Ich ging gestern auf eine Feier.“
Solch eine Konstruktion gibt es im EP oder Spanischen nicht.
Im Portugiesisch kann die Präposition até auch gebraucht werden, wenn die erwartete Aufenthaltsdauer kurz ist und/oder es einen bestimmten Grund für den Ortswechsel gibt.
Vou até a praia. (portugiesisch)
„Ich gehe zum Strand.“

#### Haciaundpara
Spanisch kennt zwei Richtungsadverbien: para („für“, einschl. „nach“) und hacia („gen“; nicht notwendigerweise Ankunft implizierend). Von beiden existiert bloß para für beide Bedeutungen im Portugiesischen.
Este regalo es para ti. (spanisch)
Este presente é para ti. (portugiesisch)
„Dieses Geschenk ist für dich.“
Aquel/Ese avión va hacia Brasilia. (spanisch)
Aquele avião voa para Brasília. (portugiesisch)
„Der Flieger fliegt nach Brasília.“
Umgangssprachlich wird para oft in beiden Sprachen reduziert: zu pa auf Spanisch, und auf Portugiesisch zu pra (gelegentlich p'ra geschrieben und so potenziell in der Literatur vorkommend) oder pa (ausschließlich Jargon in Portugal und Rio de Janeiro und schriftlich nicht erlaubt). Portugiesisch pra kann dafür mit dem bestimmten Artikel umgangssprachlich verschmelzen: pra + o > pro (BP) oder prò (EP), pra + a > pra (BP) oder prà (EP) etc. Analog der Jargon-Option pa wird daraus: pa + o > pò, pa + a > pà usw.

#### „Verlaufsform-Futur“
Beide Sprachen haben eine Art „Verlaufsform-Futur“ (ähnlich dem englischen going-to future). Spanisch inkludiert die Präposition a zwischen der konjugierten Form von ir („gehen“) und Infinitiv: Vamos a cantar („Wir werden singen“; Präsens von ir + a + Infinitiv). Normalerweise ist im Portugiesisch keine Präposition zwischen Hilfs- und Hauptverb: Vamos cantar (Präsens von ir + Infinitiv). Dies kommt auch in anderen Zeiten zur Geltung:
Ayer yo iba a leer el libro, pero no tuve la oportunidad. (spanisch)
Ontem eu ia ler o livro, mas não tive oportunidade. (portugiesisch)
„Gestern plante ich das Buch zu lesen, hatte aber keine Gelegenheit.“

#### Weitere Unterschiede bei Präpositionen
Auch wenn regelkonform dieselben Präpositionen in denselben Kontexten in beiden Sprachen angewandt werden, gibt es viele Ausnahmen.
Nuestros gastos de energía. (spanisch)
(Os) nossos gastos com/de energia. (portugiesisch)
„Unsere Energieausgaben.“
Voy a votar por Juan. (spanisch)
Vou votar em/no João. (portugiesisch)
„Ich werde für Johannes stimmen.“

## Rechtschreibung

### Alphabet
Das traditionelle spanische Alphabet hatte 28 Buchstaben, dagegen das portugiesische 23. Nunmehr wurden k und w (v. a. in Fremdwörtern) beiden Sprachen hinzugefügt. Portugiesisch hat auch y für Lehnwörter (vgl. Acordo Ortográfico).
Durch die Reform des 10. Kongresses der Vereinigung von Akademien der spanischen Sprache 1994 folgt das spanische Alphabet nun dem Muster der großen westeuropäischen Sprachen. Davor wurden die Digraphe ch und ll gesondert alphabetisiert. Beispielsweise wurden folgende Zunamen wie folgt angeordnet: Cervantes, Contreras, Cruz, Chávez, Dávila. Es gibt noch viele spanische Wörterbücher, die diese vorreformistische Sortierung verwenden.
Auf Spanisch wird ⟨sc⟩ im lateinamerikanischen Spanisch nicht ein Digraph genannt, dennoch ist es ein Einzellaut wie auf BP. Ebenso hat Spanisch ⟨sh⟩ /⁠ʃ⁠/ als Lehnlaut aus dem Englisch übernommen; wie sherpa, show, flash. BP nutzt den Trigraph ⟨tch⟩ /⁠tʃ⁠/ für Lehnwörter; etwa tchau („ciao“), tcheco („tschechisch“), República Tcheca („Tschechische Republik“), tchê („che“; aus dem Spanischen kommend, nur regional verbreitet) etc. EP ersetzt gewöhnlich den Trigraph ⟨tch⟩ durch ⟨ch⟩ /⁠ʃ⁠/: chau, checo, República Checa usw.
Spanisch wie Portugiesisch nutzen ⟨zz⟩ /⁠ts⁠/ (niemals /⁠dz⁠/ – nur in japanischen Lehnwörtern wie etwa adzuki) für einige italienische Lehnwörter, aber portugiesisch wird das bisweilen nicht als Affrikate ausgesprochen, sondern mit Lauteinfügung /⁠i⁠/ oder /⁠ɨ⁠/; etwa Span. und Port. pizza, Span. und Port. paparazzo etc. Spanisch gebraucht auch ⟨tz⟩ /⁠ts⁠/ für baskische, katalanische und Nahuatllehnwörter und ⟨tl⟩ /tɬ/ (oder /tl/) für Nahuatllehnwörter; z. B. Ertzaintza, quetzal, xoloitzcuintle, Tlaxcala usw. Portugiesisch verwendet ⟨ts⟩ für deutsche, originär ⟨z⟩, und japanische Lehnwörter.

### Abweichende Schreibung gleicher Laute
Die Palatale werden in beiden Sprachen unterschiedlich geschrieben.
| Erläuterung | Spanisch   | Spanisch   | Portugiesisch | Portugiesisch  |
| Erläuterung | Schreibung | Aussprache | Schreibung    | Aussprache     |
| ----------- | ---------- | ---------- | ------------- | -------------- |
| „ku“        | cu         | kw         | qu            | kw             |
| Palatal „l“ | ll         | ʎ (~ ʝ)    | lh            | ʎ              |
| Palatal „n“ | ñ          | ɲ          | nh            | ɲ (EP), j̃ (BP) |
| Palatal „y“ | y          | ʝ          | i             | j              |

Die Symbole ⟨ll⟩ und ⟨ñ⟩ sind etymologisch spanisch, da die verkörperten Laute oftmals von lateinisch LL und NN stammen (hierfür hat Portugiesisch einfaches ⟨l⟩ und ⟨n⟩; vgl. rodilla/rodela, peña/pena). Die port. Digraphen ⟨lh⟩ und ⟨nh⟩ stammen aus dem Okzitanisch, da die dortige Poesie und Literatur bis zum 14. Jh. der wichtigste Einfluss auf die portugiesischen Pendants war. König Dionysius (Portugal), der Portugiesisch statt Latein als Amtssprache etablierte, war Bewunderer okzitanischer Literatur und selbst Dichter. Beispiele sind Namen wie Port. Minho (Sp. Miño) und Magalhães (Sp. Magallanes).
Der Buchstabe ⟨y⟩ war im Portugiesischen vom 16. bis frühen 20. Jh. in griechischen Lehnwörtern in Gebrauch, ähnlich wie im Deutschen; z. B. Psychologia, modern Psicologia („Psychologie“). Die Rechtschreibreform 1911 ersetzte es offiziell mit ⟨i⟩. Der dazugehörige Laut kann als Allophon des Vokals /⁠i⁠/ in beiden Sprachen betrachtet werden. Zum Vergleich Sp. rey („König“), mayor („größer“, „älter“) und Port. rei, maior.
Die exakte Aussprache dieser drei Konsonanten hängt vom jeweiligen Dialekt ab. Die Tabelle gibt bloß die gängigsten Lautmuster wieder. In den meisten span. Dialekten werden die ⟨ll⟩ und ⟨y⟩ geschriebenen Konsonanten nunmehr gleich ausgesprochen, eine als Yeísmo bekannte Lautverschmelzung. Ein ähnliches Phänomen ist in einigen Dialekten des BP zu finden; z. B. muié für mulher („Frau“), jedoch ist das wesentlich weniger verbreitet als bei Spanisch.
Der port. Buchstabe ⟨ç⟩ (c-cedilha) wurde zuerst im Altspanischen gebraucht, basierend auf einer westgotischen Form von ⟨z⟩. Im Portugiesisch wird er vor ⟨a⟩, ⟨o⟩ und ⟨u⟩ gebraucht, aber nie am Wortanfang oder -ende, und verkörpert stets das stimmlose c. Im heutigen Spanisch wurde es durch ⟨z⟩ ersetzt, etwa bei „Schuhwerk“: calzado (Sp.), calçado (Port.).

### Entsprechungen bei Wortendungen
Mannigfache Wortendungen sind in beiden Sprachen durchweg verschieden:
- Spanisch -n entspricht Portugiesisch -m am Wortende; z. B. Spanisch: jardín, algún; Portugiesisch: jardim, algum (jeweils „Garten“, „irgendeiner“). Im Portugiesischen zeigen ⟨m⟩ und ⟨n⟩ am Wort- oder Silbenende Nasalierung des voranstehenden Vokals an; z. B. som /ˈsõ/ („Klang“; s. u. Abschnitt Phonologie). Im Plural wird ⟨m⟩ durch ⟨n⟩ ersetzt (Spanisch: jardines, algunos; Port.: jardins, alguns), weil in diesen Fällen das ⟨m⟩ nicht mehr am Wortende steht. Zu beachten, dass Portugiesisch wie Spanisch seltenere Terme ebenfalls wortfinales -n haben können, etwa Port. abdómen/abdômen („Bauch“) oder -m, etwa Span. tándem („Tandem“).
- Häufige Ausnahmen obiger Regel betreffen spanische Substantivendungen:
  - -án und -ano, die normalerweise -ão oder -ã im Port. entsprechen; Irán vs. Irão (EP)/Irã (BP) („Iran“), hermano vs. irmão („Bruder“) und huérfano vs. órfão („Waise“; alle m.)
  - -ana, was -ã gleichkommt: hermana vs. irmã („Schwester“), mañana vs. manhã („Morgen“), huérfana vs. órfã („Waise“; jeweils f.)
  - -ón / -ción oder -cción / -sión, die gewöhnlich -ão / -ção oder -ção / -são oder -ssão gegenüberstehen: melón vs. melão („Melone“), opción vs. opção („Option“), corrección vs. correção („Korrektur“), pensión vs. pensão („Pension“) oder admisión vs. admissão („Einlass“)
  - -on oder -an, was bei den meisten Einsilbern -ão entspricht: son vs. são („sie sind“), tan vs. tão („wie“, „so (sehr))“

- Die Substantiv- oder Adjektivendungen im Singular -án und -ón auf Spanisch entsprechen gewöhnlich beide Portugiesisch -ão und ebenso die span. Endung -ano meist dem port. -ão (obwohl auch viele port. Wörter auf -ano enden, u. a. Volksbezeichnungen wie cubano, boliviano etc.). Die Plurale von port. Wortendungen -ão behalten jedoch generell historische Abweichungen bei: Port. -ãos, -ães und -ões entsprechen allgemein Span. -anos, -anes und -ones:
  - -ãos, wie mão/mãos (Spanisch mano/manos; Deutsch „Hand/Hände“)
  - -ães, wie capitão/capitães (Spanisch capitán/capitanes; Deutsch „Kaptän(e)“)
  - -ões, wie melão/melões (Spanisch melón/melones; Deutsch „Melon(en)“)

- Bekannte Ausnahmen von obiger Regel:
  - verão/verões (Spanisch verano(s); Deutsch „(der/die) Sommer“)
  - ancião, das drei Pluralformen ermöglicht: anciãos, anciães und anciões (Spanisch anciano(s); Deutsch „Stammesälteste(r)“)

- Die Endungen der 3. Pers. Plural des Indikativ Präteritum werden mit -on im Spanisch geschrieben (pensaron, vivieron; „sie dachten“, „sie lebten“), jedoch mit -am im Portugiesisch (pensaram, viveram)

- Portugiesische Wörter, die auf -l enden, bilden den Plural, indem sie ⟨l⟩ weglassen und -is hinzufügen (-eis bei final unbetontem -il): caracol/caracóis (Spanisch caracol(es); Deutsch „Schnecke(n)“), fácil/fáceis (Spanisch fácil(es); Deutsch „einfach“)

- Im Spanisch formen auf -z endende Adjektive und Nomen ihre Plurale durch Ersetzen von ⟨z⟩ durch ⟨c⟩ (-ces); z. B. feroz/feroces (Port. feroz(es); Deutsch „wild“), vez/veces (Port. vez(es); Deutsch „Mal(e)“)

- Eine andere auffällige Differenz ist der Gebrauch von -z im Spanischen gegenüber -s im Portugiesisch am Ende unbetonter Silben, besonders wenn der letzte Buchstabe ein Konsonant ist. Beispiele:

| Álvarez, | Fernández, | Suárez, | izquierda, | mezquino, lápiz  | (spanisch)      |
| Álvares, | Fernandes, | Soares, | esquerda,  | mesquinho, lápis | (portugiesisch) |

- Andere Entsprechungen bei Wortendungen sind:
  - -dad(es) oder -tad(es) (spanisch) und -dade(s) (portugiesisch), wie bondad(es) vs. bondade(s) („Güte(n)“) und libertad(es) vs. liberdade(s) („Freiheit(en)“). Die Wortendung -zade(s) ist auch auf Portugiesisch zu finden, z. B. amizade(s) (Spanisch amistad(es); Deutsch „Freundschaft(en)“)
  - -ud(es) (spanisch) und -ude(s) (Port.), wie virtud(es) vs. virtude(s) („Tugend“)
  - -ble(s) (spanisch) und -vel/eis (Port.), wie amable(s) vs. amável/amáveis („liebenswürdig“)
  - -je(s) (Span.) und -gem/ns (Port.), wie lenguaje(s) vs. linguagem/linguagens („Sprache(n)“)
  - -aso (Span.) und -asso (Port.), wie escaso vs. escasso („selten“)
  - -eso (Span.) und -esso (Port.), wie espeso vs. espesso („dick“)
  - -esa (Span.) und -essa oder -esa (Port.), wie condesa vs. condessa („Gräfin“) und inglesa vs. inglesa („Engländerin“)
  - -eza (Span.) und -iça oder -eza (Port.), wie pereza vs. preguiça („Faulheit“) und naturaleza vs. natureza („Natur“)
  - -ez (Span.) und -ice und -ez (Port.), wie idiotez vs. idiotice („Idiotie“); es existieren unerwartbare Ausnahmen auf Portugiesisch, z. B. estupidez („Dummheit“) und timidez vs. timidez („Schüchternheit“)
  - -izar (Span.) und -izar oder -isar (Port.), wie realizar vs. realizar („realisieren“) und analizar vs. analisar („analysieren“); zu beachten, dass auch einige span. Verben auf -isar enden; etwa avisar („warnen“), pesquisar („forschen“) usw. BP gebraucht in Ausnahmefällen die alternative Wortendung -issar; wie aterrissar, alunissar (EP aterrar, alunar, Span. aterrizar, alunizar; Deutsch „Landung“, „Mondlandung“)
  - -azar (Span.) und -açar (Port.), amenazar vs. ameaçar („bedrohen“)
  - -anza (Span.) und -ança (Port.), esperanza vs. esperança („Hoffnung“)
  - -encia (Span.) und -ença oder -ência (Port.), wie diferencia vs. diferença („Unterschied“) und ocurrencia vs. ocorrência („Geschehnis“); auf Span. gibt es einige ungewöhnliche Wörter mit Endung -enza; wie vergüenza („Scham“)
  - -icia (Span.) und -iça oder -ícia (Port.), wie justicia vs. justiça („Gerechtigkeit“) und malicia vs. malícia („Bosheit“)
  - -izo (Span.) und -iço (Port.), wie movedizo vs. movediço („beweglich“)
  - -miento oder -mento (Span.) und -mento (Port.), wie sentimiento vs. sentimento („Gefühl“) und reglamento vs. regulamento („Regulierung“)
  - -ísimo (Span.) und -íssimo (Port.), wie fidelísimo vs. fidelíssimo („(äußerst) loyal“)

### Akzentuierung und Nasalierung
Beide haben diakritische Zeichen, um die betonte Silbe eines Worts zu markieren, wenn es nicht durch die Schreibweise erkennbar ist. Da Spanisch nicht zwischen halbgeöffneten und halbgeschlossenen und Nasalvokalen unterscheidet, nutzt es nur einen Akzent (Schrift), den Akut. Portugiesisch gebraucht gewöhnlich den Akut ( ´ ), nutzt jedoch ebenso den Zirkumflex ( ˆ ) für die halbgeschlossenen Vokalen ⟨ê⟩ und ⟨ô⟩ und das betonte (in Brasilien stets nasale) ⟨â⟩.
Obschon Spanisch ⟨y⟩ sowohl Vokal als auch Konsonant sein kann, hat es als Vokal niemals Akzent. Am Wortende ist der portugiesische Diphthong -ai äquivalent zu Spanisch -ay, aber -ai kann einen Akzent auf ⟨í⟩ haben, um den Diphthong zu in zwei separate Vokale zu brechen (Hiat), z. B. açaí („Kohlpalme“; dreisilbig). Ohne Akzent, wie im Spanisch, wäre die letzte Silbe diphthongisch: Paraguai (portugiesisch) und Paraguay (spanisch).
Portugiesische Nasalvokale stehen vor ⟨n⟩ und ⟨m⟩ (s. u. Phonologie) ohne Akzent, da diese Konsonanten in solchen Fällen nicht voll ausgesprochen werden. Die Tilde (~) ist bloß bei Nasaldiphthongen in Gebrauch, wie ⟨ão⟩ [ɐ̃w̃] und ⟨õe⟩ [õj̃], plus vor auslautendem ⟨ã⟩ [ɐ̃], das die -am Endung ersetzt, da letztere für Verben reserviert ist, vgl. amanhã [amɐˈɲɐ̃] („morgen“).
- Vor- und Binnensilbe: Vokal + ⟨n⟩ + Konsonant (außer ⟨h⟩, ⟨p⟩ or ⟨b⟩): antecedente, geringonça, mundo, ênfase
- Vor- und Binnensilbe: Vokal + ⟨m⟩ + Bilabial (⟨p⟩ oder ⟨b⟩): caçamba, emprego, supimpa, pomba, penumbra
- Endsilbe: Vokal + ⟨m⟩: fizeram, em, ruim, bom, algum (außer bei Spezialwörtern, wie abdómen/abdômen, hífen etc.)

Diese ändern nicht die Betonungsregeln, auch wenn die Endungen -im, -ins und -um, -uns betont sind, wie ihre nicht-nasalen Gegenstücke (s. u.). Einige 2-Buchstaben-Wörter bestehen nur aus Nasalvokal: em und um.
Phonetische Vokalnasalierung gibt es auf Spanisch – Vokale können bei Kontakt mit Nasalkonsonanten leicht nasaliert werden –, aber das ist nicht von phonemischer Bedeutung. Im Portugiesisch ist Nasalierung andererseits entscheidend und daher phonemisch: pois /ˈpojs/ oder /ˈpojʃ/ („weil“) vs. pões /ˈpõj̃s/ oder /ˈpõj̃ʃ/ („du stellst ab“).
Portugiesisch ändert Vokallaute mit (und ohne) Akzentuierung. Unakzentuiertes ⟨o⟩ (/u/, /o/, /ɔ/) und ⟨e⟩ (/i/, /ɨ/, /e/, /ɛ/, /ɐ/), akutes ⟨ó⟩ (/⁠ɔ⁠/) und ⟨é⟩ (/⁠ɛ⁠/) oder mit Zirkumflex ⟨ô⟩ (/⁠o⁠/) und ⟨ê⟩ (/⁠e⁠/). Also nós [ˈnɔs] oder [ˈnɔʃ] („wir“) vs. nos [nus] oder [nuʃ] („uns“), avô [aˈvo] („Großvater“) vs. avó [aˈvɔ] („Großmutter“), se [si] oder [sɨ] („sich (selbst)“) vs. sé [ˈsɛ] („Kathedrale“) vs. sê [ˈse] („sei!“). Die spanische Aussprache kennt solcherlei Unterscheidungen nicht.
Der Gravis ( ` ) wird auch auf Portugiesisch zum Anzeigen einer Kontraktion der Präposition a („(um) zu“) bei einigen mit a beginnenden Wörtern gebraucht, aber nicht einer Betonung. In anderen Fällen ist es die Kombination von Präposition und weiblichem bestimmten Artikel; in anderen Worten Äquivalent zu a la („zu der“) im Spanisch. Às wird im Plural gebraucht (a las Spanisch).
- a (Präp.) + a(s) (best. Art; „die“) = à(s) („zu der/den“)
- a (Präp.) + aquele(s), aquela(s) (Pron.; „jenes“) = àquele(s), àquela(s) („zu jenem/r/n“ usw.; betonte Silbe unterstrichen)
- a (Präp.) + aquilo (Pron. n. „das“) = àquilo („zu dem“)

Diärese oder Trema ( ¨ ) werden auf Spanisch genutzt, um anzuzeigen, dass ⟨u⟩ in der Sequenz ⟨gu⟩ ausgesprochen ist; z. B. desagüe [deˈsaɣwe]. Wie im Portugiesisch der Gravis zeigt das Trema keine Betonung an. Im Portugiesisch Brasiliens wurde es auch für die Digraphen ⟨gu⟩ und ⟨qu⟩ zum gleichen Zweck wie im Spanisch gebraucht (vgl. frühere BP-Orthographie *qüinqüênio [kwĩˈkwẽɲu], EP quinquénio [kwĩˈkwɛnju] („Fünfjahresperiode“)), aber mit Einführung des Acordo Ortográfico 1990 wurde das Trema abgeschafft (aktuelles BP quinquênio [kwĩˈkwẽɲu]) und seine Nutzung auf wenige Lehnwörter beschränkt; etwa mülleriano („müllerisch“).
Die Akzentuierungsregeln (inkl. solcher erwartbarer Betonung) auf Portugiesisch und Spanisch sind ähnlich, allerdings nicht identisch. Diskrepanzen sind vor allen Dingen bei Wörtern, welche i oder u in der letzten Silbe enthalten, allgegenwärtig. Etwa die portugiesischen Diphthonge ei und ou, die in etwa Spanisch e bzw. o entsprechen, aber jede Wortendung auf diesen Diphthongen wird standardmäßig auf der letzten Silbe betont.
Vgl. die folgenden Kognatpaare mit Betonung auf derselben Silbe in beiden Sprachen:
| taxi, | viví, | bambú, | ansia, | serie, | sería, | jardín, | pensáis, | pensó  | (spanisch)      |
| táxi, | vi,   | bambu, | ânsia, | série, | seria, | jardim, | pensais, | pensou | (portugiesisch) |

Sequenzen Halbvokal-Vokal werden in beiden Sprachen unterschiedlich gehandhabt, sobald es um Akzentuierung geht. Die Sequenz eines Halbvokals neben einem Vokal wird im Spanischen standardmäßig als Diphthong gelesen (als gleicher Silbenteil), dagegen standardmäßig als Hiat (zur nächsten Silbe gehörig) im Portugiesischen. In beiden Sprachen sollen Akzentuierungen durchweg etwas anderes als den Standard kenntlich machen.
In der Konsequenz werden Wörter in beiden Sprachen verschieden geschrieben, doch z. T. gleich ausgesprochen. Beispiele:
- emergencia (spanisch), emergência (portugiesisch) „Notfall“
- tolerancia (spanisch), tolerância (portugiesisch) „Toleranz“
- audacia (spanisch), audácia (portugiesisch) „Wagemut“
- ocio (spanisch), ócio (portugiesisch) „Müßiggang“
- continuo (spanisch), contínuo (portugiesisch) „kontinuierlich“
- continúo (spanisch), continuo (portugiesisch) „ich setze fort“

Eine weitere Folge (obgleich weniger häufig) ist, dass manche Wörter exakt (oder beinahe exakt) gleich in beiden Sprachen geschrieben, jedoch verschiedene Silben betont werden:
- democracia (Spanisch, hochgehender Diphthong am Ende), democracia (Portugiesisch, Betonung auf -ci- bricht den Diphthong) „Demokratie“
- policía (Spanisch, Betonung auf -cí- bricht Diphthong), polícia (portugiesisch) „Polizei“

## Phonetik und Phonologie
Obgleich das Vokabular beider Sprachen sehr ähnlich ist (manchmal identisch), unterscheiden sie sich stark phonetisch. Portugiesisch hat ein deutlich größeres phonemisches Inventar als Spanisch. Dies ist ein möglicher Grund dafür, weshalb es trotz der ausgeprägten lexikalischen Ähnlichkeit für Spanischsprachige oft schwer verständlich ist; portugiesische Muttersprachler haben andersherum meist weniger Probleme, Spanisch ohne tiefer gehende Sprachkenntnisse einigermaßen zu verstehen. Allerdings verfügt jede der Sprachen über Phoneme, welche in der anderen nicht auftreten.
Einer der Hauptunterschiede liegt in den Vokallauten. Spanisch verfügt über ein basisvokalisches phonologisches System mit fünf phonemischen Vokalen (ä, e̞, i, o̞, u). Phonetische Nasalierung kommt im Spanischen bei Vokalen, die zwischen nasalen Konsonanten stehen, oder bei silbenfinalem Nasalkonsonant (/⁠n⁠/ und /⁠m⁠/) vor, aber sie ist nicht charakteristisch wie im Portugiesischen. Andererseits hat Portugiesisch acht bis neun Oralvokale (ä, ɐ, e, ɛ, ɯ, i, o, ɔ, u) plus fünf phonemische Nasalvokale (ɐ̃, ẽ, ĩ, õ, ũ). Letztere entstehen, wenn Basisvokale einem weggelassenen silbenfinalen Nasal (⟨n⟩ und ⟨m⟩) vorstehen oder mit Tilde (~) versehen sind: ⟨ã⟩ und ⟨õ⟩. Portugiesisch gebraucht wie Katalanisch die Vokalhöhe, um betonte und unbetonte (reduzierte) Vokale zu kontrastieren. Weiterhin hat Spanisch Halbvokale als Allophone, [j, w]; dagegen hat Portugiesisch vier – zwei orale ([j ~ ɪ], [w ~ ʊ]) und zwei nasalierte ([ȷ̃ ~ ɪ̯̃], [w̃ ~ ʊ̯̃]) – Gleitlaute. Phonologische Besonderheiten gegenüber dem brasilianischen Portugiesisch entfernen das kontinentale Portugiesische weiter vom Spanischen als die brasilianische Varietät. So ist /⁠ɐ⁠/ in Portugal ə näher, und auch der ungerundete geschlossene Hinterzungenvokal /⁠ɨ⁠/ – auch ɯ oder ʊ – kommt nur im europäischen Portugiesisch vor.
Nachfolgendes basiert auf einem Vergleich der Standardvarianten des Spanischen und Portugiesischen. Auffällige Abweichung dieser Informationen von der Aussprache einzelner Personen kann an deren Idiolekt (oder Dialekt) liegen. Die Informationen zur portugiesischen Phonetik stammen von Celso Pedro Luft (Novo Manual de Português, 1971), solche zur spanischen von Manuel Seco (Gramática Esencial del Español, 1994).

### Frühe phonetische Divergenz

#### Vokalismus
Seit über tausend Jahren haben sich Portugiesisch und Spanisch auseinanderentwickelt. Einer der auffälligsten frühen Unterschiede betraf die Entwicklung der betonten Vokale des Latein:
| Klassisches Latein (Schreibung) | Vulgärlatein (Aussprache) | Spanisch   | Spanisch   | Portugiesisch | Portugiesisch |
| Klassisches Latein (Schreibung) | Vulgärlatein (Aussprache) | Schreibung | Aussprache | Schreibung    | Aussprache    |
| ------------------------------- | ------------------------- | ---------- | ---------- | ------------- | ------------- |
| A                               | /⁠a⁠/                       | a ~ á      | /⁠a⁠/        | a ~ á ~ â     | /⁠a⁠/ ~ /⁠ɐ⁠/1    |
| Ā                               | /⁠a⁠/                       | a ~ á      | /⁠a⁠/        | a ~ á ~ â     | /⁠a⁠/ ~ /⁠ɐ⁠/1    |
| E                               | /⁠ɛ⁠/                       | ie ~ ié    | /je̞/       | e ~ é         | /⁠ɛ⁠/           |
| Ē                               | /⁠e⁠/                       | e ~ é      | /e̞/        | e ~ ê         | /⁠e⁠/           |
| I                               | /⁠e⁠/                       | e ~ é      | /e̞/        | e ~ ê         | /⁠e⁠/           |
| Ī                               | /⁠i⁠/                       | i ~ í      | /⁠i⁠/        | i ~ í         | /⁠i⁠/           |
| O                               | /⁠ɔ⁠/                       | ue ~ ué    | /we̞/       | o ~ ó         | /⁠ɔ⁠/           |
| Ō                               | /⁠o⁠/                       | o ~ ó      | /o̞/        | o ~ ô         | /⁠o⁠/           |
| U                               | /⁠o⁠/                       | o ~ ó      | /o̞/        | o ~ ô         | /⁠o⁠/           |
| Ū                               | /⁠u⁠/                       | u ~ ú      | /⁠u⁠/        | u ~ ú         | /⁠u⁠/           |
| AU                              | /aw/                      | o ~ ó      | /o̞/        | ou            | /ow/2         |

1Die Vokale /⁠a⁠/ und /⁠ɐ⁠/ kommen häufig bei komplementärer Distribution vor.

2Dieser Diphthong wurde zum Monophthong /⁠o⁠/ in vielen Dialekten des Neuportugiesischen.
Als Vokalquantität im Übergang vom Latein zu Romanisch nicht mehr charakteristisch war, diphthongierten die in offener Silbe betonten Vokale E und O zu ie und ue im Spanischen, wenn sie kurz waren (vgl. lat. PETRA → span. piedra ‚Stein‘; lat. *MORIT → span. muere ‚er stirbt‘). Vergleichbare Diphthongisierung kann in anderen romanischen Sprachen gefunden werden (vgl. französisch pierre, italienisch pietra, rumänisch piatră; franz. meurt, ital. muore, rumän. moare), aber im Galicisch-Portugiesisch unterlagen jene Vokale stattdessen einem qualitativen Wandel (vgl. gal.-port. pedra, morre), was zu niedrigerer Vokalhöhe wurde, wie auch beim kurzen I und kurzen U in betonten Silben. Die Vokale des klassischen Latein /⁠e⁠/-/eː/ und /⁠o⁠/-/oː/ wurden entsprechend im Spanischen niedriger zu /je̞/ und /we̞/. Auf Spanisch fielen die kurzen E und O und langen Ē und Ō zu den Mittelvokalen /e̞/ und /o̞/ zusammen, wo auf Portugiesisch diese Vokale in Form der halbgeschlossenen Vokale /⁠e⁠/ und /⁠o⁠/ und halboffenen /⁠ɛ⁠/ und /⁠ɔ⁠/ blieben, wie im Vulgärlatein.
Portugiesisch verfügt über fünf phonemische Nasalvokale (/ɐ̃/, /ẽ/, /ĩ/, /õ/, /ũ/), die, laut historischer Phonologie, aus Assimilation der Nasale /⁠m⁠/ und /⁠n⁠/ entstanden, oft am Silbenende. Silbenauslautendes m und n werden immer noch zum Anzeigen von Nasalierung geschrieben, wenn auch nicht mehr voll artikuliert, d. h. entweder [⁠ⁿ⁠] vor Obstruent oder vollständig ausgefallen. In anderen Fällen werden Nasalvokale mit Tilde (ã, õ) versehen. Nicht alle Wörter, welche Vokal + n enthalten, haben Nasalität, da der darauffolgende Buchstabe ein Konsonant sein muss, damit dies geschieht, z. B. anel /ɐˈnɛw/ ‚Ring‘ – oral/nicht-nasal – gegenüber anca /ˈɐ̃kɐ/ ‚Hüfte‘ – nasal.
Jedoch haben in manchen Dialekten des BP die meisten Vokale (inklusive der Allophone, die nur in unbetontem Zusammenhang auftreten) nasale Allophone vor einem der Nasale /m/, /n/, /ɲ/, gefolgt von einem anderen Vokal. Neben anderen können nur betonte Vokale so nasaliert werden. Auf EP ist Nasalierung hier nicht vorhanden.
Der portugiesische Digraph ou (gewöhnlich als Diphthong [ow] ausgesprochen, allerdings manchmal als Monophthong [⁠o⁠]) entspricht dem auslautenden -ó spanischer ar-Verben im Präteritum; z. B. span. descansó und port. descansou ‚er/sie ruhte aus‘. Die spanischen unregelmäßigen Verbformen auf -oy (etwa doy ‚ich gebe‘, estoy ‚ich bin‘, soy ‚ich bin‘, voy ‚ich gehe‘) entsprechen den portugiesischen Formen auf -ou (z. B. dou, estou, sou, vou). Im Gegenzug entspricht jedoch spanisches o in manchen Wörtern portugiesischem oi, vgl. span. cosa, port. coisa ‚Sache‘; span. oro ‚Gold‘, port. gewöhnlich ouro, aber selten oiro.
Betonte Vokaländerungen können im Portugiesischen, jedoch nicht im Spanischen auftreten:
| Spanisch         | Portugiesisch  | Deutsch          |
| ---------------- | -------------- | ---------------- |
| nuevo [ˈnwe̞βo̞]   | novo [ˈnovu]   | neuer (m. Sg.)   |
| nueva [ˈnwe̞βa]   | nova [ˈnɔvɐ]   | neue (f. Sg.)    |
| nuevos [ˈnwe̞βo̞s] | novos [ˈnɔvuʃ] | neue(n) (m. Pl.) |
| nuevas [ˈnwe̞βas] | novas [ˈnɔvɐʃ] | neue(n) (f. Pl.) |

##### Unbetonte Vokale
Die Geschichte unbetonter Vokale beider Sprachen ist nicht so gut bekannt wie die betonter, jedoch herrscht in manchen Punkten allgemeine Übereinstimmung. Spanisch hat die fünf Kurzvokale des klassischen Latein /a/, /e̞/, /i/, /o̞/, /u/. Es hat ebenso zwei Halbvokale, [⁠j⁠] und [⁠w⁠], welche in Diphthongen erscheinen, aber diese werden als Allophone von /⁠i⁠/ bzw. /⁠u⁠/ erachtet. Die Aussprache unbetonter Vokale unterscheidet sich nicht maßgeblich von der betonter. Unbetontes, nicht-silbisches /e̞/, /o̞/ und /⁠a⁠/ kann zu [⁠ʝ⁠], [w̝] oder vollem Schwund in einigen Mundarten reduziert werden; wie poetisa [pw̝e̞ˈtisa] ,Poetin‘, línea [ˈlinʝa] ‚Linie‘, ahorita [o̞ˈɾita] ‚sofort‘.
Das System sieben oraler Vokale des Vulgärlatein wurde recht linear im Portugiesisch beibehalten, wie im eng verwandten Galicisch ebenfalls. Auf Portugiesisch waren unbetonte Vokale instabiler, sowohl diachronisch (über die Zeit hinweg) als auch synchronisch (innerhalb der Sprache), was neue Vokallaute hervorbrachte. Die geschriebenen Vokale ⟨a⟩, ⟨e⟩ und ⟨o⟩ werden gemäß unterschiedlichen Faktoren verschiedenartig ausgesprochen, vor allem hinsichtlich dessen, ob betont und ob im Auslaut vorkommend. Das Grundmuster ist in untenstehender Tabelle aufgeführt (wobei es einige Ausnahmen gibt).
| Spanisch | Brasilianisches Portugiesisch | Brasilianisches Portugiesisch   | Brasilianisches Portugiesisch | Brasilianisches Portugiesisch | Europäisches Portugiesisch | Europäisches Portugiesisch | Europäisches Portugiesisch |
| Spanisch | Tonsilbe                      | vortonige Silbe, mit Silbenkoda | unbetonter Inlaut             | unbetonter Auslaut            | Tonsilbe                   | erster Diphthongteil       | unbetontes                 |
| -------- | ----------------------------- | ------------------------------- | ----------------------------- | ----------------------------- | -------------------------- | -------------------------- | -------------------------- |
| /⁠a⁠/      | /⁠a⁠/ oder /ɐ ~ ə/ 1            | /⁠a⁠/ oder /a ~ ɐ/ 2              | /a ~ ɐ/                       | /ɐ ~ ə/                       | /⁠a⁠/ oder /⁠ɐ⁠/               | /a ~ ɐ/ 3 oder /⁠ə⁠/         | /⁠ə⁠/                        |
| /e̞/      | /⁠e⁠/ oder /⁠ɛ⁠/                  | /e ~ e̞/ oder /⁠ɛ⁠/ 4              | /e ~ e̞ ~ ɛ/ oder /ɪ ~ i/      | /ɪ ~ i/                       | /⁠e⁠/ oder /⁠ɛ⁠/               | /⁠e⁠/ (/ej ~ ɐj/ 5)          | /⁠ɨ⁠/                        |
| /o̞/      | /⁠o⁠/ oder /⁠ɔ⁠/                  | /o ~ o̞/ oder /⁠ɔ⁠/ 4              | /o ~ o̞ ~ ɔ/ oder /ʊ ~ u/      | /ʊ ~ u/                       | /⁠o⁠/ oder /⁠ɔ⁠/               | /⁠o⁠/ (/ow ~ ɐw/ 5)          | /⁠u⁠/                        |

1 Immer nasaliert in dieser Position, also [ɐ̃ ~ ə̃]

2 Nur in Florianópolis, Rio de Janeiro, Espírito Santo und dem östlichen Minas Gerais

3 Nur in vortonigen Silben

4 Nur im Nordosten Brasiliens

5 Nur in zwei Mundarten, erstes Allophon hauptsächlich in der Region Lissabon (weder im Norden noch auf den portugiesischen Inseln präsent, ebenso wenig in Brasilien) und zweites hauptsächlich in einigen Varietäten im Hinterland Nordportugals (weder im Süden noch auf den portugiesischen Inseln präsent, ebenso wenig in Brasilien)
Unbetonte Vokalallophone sind im BP leicht anhand geographischer Verteilung auszumachen. Während fast geschlossenes [⁠ʊ⁠], [⁠ɪ⁠] und unbetontes halboffenes [⁠e⁠], [⁠o⁠] in südlichen und westlichen Mundarten vorkommen, wo postvokalische r geschwächt oder vokalisiert ist (Tap, koronaler Approximant oder rhotischer Vokal) und postvokalische Zischlaute (geschrieben ⟨s⟩, ⟨x⟩ und ⟨z⟩) in regionaler Aussprache immer alveolar [s, z] sind, kommen sie nicht in nördlichen und östlichen Mundarten vor, da postvokalische r guttural und postvokalische Zischlaute möglicherweise, durchgehend oder nicht, postalveolar [ʃ, ʒ, ɕ, ʑ] sind. In den Mundarten, wo postvokalische Zischlaute stets postalveolar sind, wie dem von Florianópolis und Rio de Janeiro, oder in von diesen beeinflussten Mundarten, kann jedwedes unbetontes /a ~ ɐ/, [e̞ ~ ɛ] und [o̞ ~ ɔ] erhöht sein (wie in Portugal), und zwar zu [⁠ɐ⁠], [⁠i⁠] bzw. [⁠u⁠] (kommt so generell umgangssprachl. in ganz Brasilien vor, allerdings speziell in diesen beiden Mundarten).
Diesen ähnliche Alternanzmuster existieren in anderen romanischen Sprachen wie Katalanisch und Okzitanisch. Obwohl es vornehmlich eine allophonische Variation ist, haben sich in manchen Mundarten Minimalpaare herausgebildet, welche die betonten von den unbetonten Varianten abgrenzen. Der Zentralvokal ɯ ist oft weggelassen in der fließenden Rede (im BP nicht vorhanden).
Einige brasilianische Mundarten diphthongisieren betonte Vokale zu [ai̯], [ɛi̯], [ei̯] usw. (außer /⁠i⁠/) vor Zischlaut am Silbenende (geschrieben ⟨s⟩, ⟨x⟩, ⟨z⟩ oder selten ⟨sh⟩), z. B. Jesus [ʒe̞ˈzui̯s], faz [ˈfai̯s] ‚er/sie tut‘, dez [ˈdɛi̯s] ‚zehn‘. Dies hat zum Gebrauch von meia (d. h. meia dúzia ‚halbes Dutzend‘) für seis [sei̯s] ‚sechs‘ bei Aufzählungen geführt, um jedwede Verwechslung mit três [tɾei̯s] ‚drei‘ am Telefon zu vermeiden. In Lissabon und Umgebung wird betontes /⁠e⁠/ [⁠ɐ⁠] oder [ɐj] ausgesprochen, wenn es vor Alveolopalatalen ([ɕ], [ʑ]), Palatalen ([ʎ], [ɲ]) oder Palatoalveolaren ([ʃ], [ʒ]) steht, auf welche ein Vokal folgt.
Die Rechtschreibung des Portugiesischen zeigt diese Lautwandel nicht an, teilweise etymologisch und analog. Dies hat zur Folge, dass die geschriebene Sprache Spanisch täuschend ähnelt. Obschon beispielsweise breve ‚kurz, kürzlich‘ in beiden Sprachen gleich buchstabiert wird, wird es [ˈbɾe̞βe̞] im Spanisch, aber [ˈbɾɛvi ~ ˈbɾɛv(ɨ)] im Portugiesisch ausgesprochen. Im BP ist in der überwiegenden Mehrzahl der Fälle der einzige Unterschied zwischen auslautendem -e und -i die Betonung, weil beide /⁠i⁠/ artikuliert werden. Ersteres ist unbetont und Letzteres ganz ohne diakritisches Zeichen betont. Im EP wird auslautendes -e für gewöhnlich nicht ausgesprochen, oder aber wie [⁠ɨ⁠] (ungleich i, das [⁠i⁠] ausgesprochen wird).

#### Konsonantismus
Einige der charakteristischsten Lautwandel, die von den lateinischen Konsonanten zu Spanisch und Portugiesisch vollzogen wurden, stehen in nachfolgender Tabelle.
| Latein        | Spanisch                  | Portugiesisch | Beispiele | Bedeutung              |
| ------------- | ------------------------- | ------------- | --- | ---------------------- |
| CL-, FL-, PL- | ll- oder pl               | ch-           | CLAMĀRE → S. llamar, P. chamar PLUMBUM → S. plomo, P. chumbo FLAMMAM → S. llama, P. chama PLĒNUM → S. lleno, P. cheio | rufen Blei Flamme voll |
| -LT-, -CT-    | -ch-                      | -it-          | MULTUM → S. mucho, P. muito NOCTEM → S. noche, P. noite PECTUM → S. pecho, P. peito                                   | viel Nacht Brust       |
| F-            | h- (später stumm) oder f- | f-            | FABULĀRE → S. hablar, P. falar FILIUM → S. hijo, P. filho FOCUM → S. fuego, P. fogo                                   | sprechen Sohn Feuer    |
| J(A)-         | ya-                       | ja-           | IAM → S. ya, P. já IACERE → S. yacer, P. jazer (beides schriftsprachliches)                                           | bereits liegen         |
| -L-           | -l-                       | (ausgelassen) | CAELUM → S. cielo, P. céu (älter ceo) VOLĀRE → S. volar, P. voar                                                      | Himmel fliegen         |
| -LI-          | -j-                       | -lh-          | ALIUM → S. ajo, P. alho FILIUM → S. hijo, P. filho                                                                    | Knoblauch Sohn         |
| -LL-          | -ll-                      | -l-           | CASTELLUM → S. castillo, P. castelo                                                                                   | Burg                   |
| -N-           | -n-                       | (ausgelassen) | GENERĀLEM → S. general, P. geral TENĒRE → S. tener, P. ter                                                            | generell haben         |
| -NI-          | -ni-                      | -nh-          | IUNIUS → S. junio, P. junho                                                                                           | Juni                   |
| -NN-          | -ñ-                       | -n-           | ĀNNUM → S. año, P. ano CANNAM → S. caña, P. cana                                                                      | Jahr Schilfrohr        |
| -PL-, -CL-,   | -pl-, -cl-                | -pr-, -cr-    | PELAGIAM → S. playa, P. praia PLATEAM → S. plaza, P. praça SCLAVUS → S. esclavo, P. escravo                           | Strand Platz Sklave    |

Dem frühen Spanisch eigen (wie dem gaskognischen Dialekt des Okzitanischen, wahrscheinlich durch baskisches Substrat) war der Verlust des lateinischen f-Anlauts – immer wenn von nicht diphthongisierendem Vokal gefolgt. Somit entspricht das span. hijo und hablar dem port. filho und falar (zu lat. FILIUM ‚Sohn‘ und FABULĀRE ‚sprechen‘). Trotzdem entspricht port. fogo, span. fuego ‚Feuer‘ (zu lat. FOCUM).
Eine andere typische Unterscheidung betraf die Folge des lateinischen intervokalischen -L- und -N-:
- Sofern einfach, wurden sie im Spanischen bewahrt, jedoch fielen sie auf Portugiesisch aus. Oftmals folgte dem Verlust eines Liquids ein Binnenhiat mit Diärese der beiden umgebenden Vokale (s. obige Tabelle), aber danach entweder eine Vokalschmelzung oder ein Halbvokaleinschub als Hiattilger zwischen selbigen (vgl. lat. ARĒNAM ‚Sand‘ → span. arena, altport. arẽa, heute areia).

- Sofern verdoppelt, wandelten sie sich zu den span. Palatalen ⟨ll⟩ /⁠ʎ⁠/ (frikativisiert zu /⁠ʝ⁠/ in den meisten zeitgenössischen span. Dialekten) und ⟨ñ⟩ /⁠ɲ⁠/. Tatsächlich war das spanische ñ ursprünglich ein Steno für NN. Im Portugiesisch wurden -LL- und -NN- zum einfachen ⟨l⟩ /⁠l⁠/ bzw. ⟨n⟩ /⁠n⁠/ degeminiert.

- Sofern vom Halbvokal I gefolgt, floss L auf Spanisch mit ihm zu ⟨j⟩ /⁠x⁠/ zusammen. Im Portugiesischen wurden L und N zu ⟨lh⟩ /⁠ʎ⁠/ bzw. ⟨nh⟩ /⁠ɲ⁠/ palatisiert, wenn ihnen der Halbvokal I nachfolgte.

Andere Konsonantengruppen schlugen auch deutlich abweichende Routen in beiden Sprachen während deren archaischer Sprachstufe ein:
| Ausgangsform          | Spanisch | Portugiesisch | Bedeutung |
| --------------------- | -------- | ------------- | --------- |
| ARGILLAM              | arcilla  | argila        | Lehm      |
| BLANDUS               | blando   | brando        | weich     |
| CĀSEUM                | queso    | queijo        | Käse      |
| OCULUM → oc'lu        | ojo      | olho          | Auge      |
| HOMINEM → hom’ne      | hombre   | homem         | Mann      |
| TREMULĀRE → trem'lare | temblar  | tremer        | zittern   |

Latinismen wie gelehrte pleno, ocular, no(c)turno, tremular usw. sind in obigen Beispielen nicht aufgeführt, da sie später direkt vom klassischen Latein übernommen wurden.
Obige Tabellen zeigen lediglich allgemeine Tendenzen mit vielen Ausnahmen auf, letztere wegen:
1. Unterschiedlichen phonologischen Prozessen im Altspanisch und -portugiesisch, welche in diese hineinwirkten.
2. Spätere (Über-)Generalisierung durch Analogie zu verwandten Wörtern.
3. Spätere, unmittelbare Entlehnung von Latinismen, besonders während der Renaissance, was den lautgesetzlichen Lautwandel verwarf.
4. Gegenseitige Entlehnung zwischen Spanisch und Portugiesisch.

#### Hiatvermeidung
Portugiesisch tendierte zur Vermeidung der Binnenhiate, welche auf Spanisch bewahrt wurden, indem ähnliche aufeinanderfolgende Vokale zu einem zusammenzogen (oft nach oben erwähntem Verlust des intervokalischen -L- und -N-). Diese Kontraktion ergibt viele portugiesische Wörter, die eine Silbe kürzer als ihre spanischen Kognaten sind:
| creído, | leer, | mala, | manzana, | mañana, | poner, | reír, | venir | (spanisch)      |
| crido,  | ler,  | má,   | maçã,    | manhã,  | pôr,   | rir,  | vir   | (portugiesisch) |

In anderen Fällen durch Synärese verschmilzt Portugiesisch konsekutive Vokale zu einem Diphthong, wobei wieder eine Silbe weniger anfällt:
| a-te-o, | eu-ro-pe-o, | pa-lo, | ve-lo | (spanisch)      |
| a-teu,  | eu-ro-peu,  | pau,   | véu   | (portugiesisch) |

Dennoch gibt es einige wenige Wörter, da das Gegenteil eintrat, z. B. span. comprender (Kontraktion) gegenüber port. compreender [kõ.pɾjẽ.ˈdeɾ] (Synärese), zu lateinisch COMPREHENDERE.

### Unterschiedliche Laute bei gleicher Schreibweise
Seit dem Mittelalter haben beide Sprachen weitere Lautverschiebungen und -verschmelzungen durchlaufen, was sie weiter auseinandertrieb.

#### Zischlaute
Die auffälligsten phonetischen Divergenzen von Spanisch und Portugiesisch in ihrer modernen Stufe betraf die Entwicklung der Zischlaute. Im Mittelalter hatten beide ein reiches System von sieben Zischlauten – gepaart nach Affrikation und Stimmhaftigkeit: /⁠s⁠/, /⁠ts⁠/, /⁠z⁠/, /⁠dz⁠/, /⁠ʃ⁠/, /⁠tʃ⁠/ und /⁠dʒ⁠/ (Letzterer vermutlich in freier Variation mit /⁠ʒ⁠/, wie auch heutzutage noch im Ladinisch) –, praktisch gleich in beiden Sprachen geschrieben.
| Altspanisch und -portugiesisch | Altspanisch und -portugiesisch | Neuportugiesisch1,2 | Neuportugiesisch1,2                | Neuspanisch1 | Neuspanisch1 | Neuspanisch1                                |
| Schreibung                     | Aussprache                     | Aussprache          | Beispiele                          | Schreibung   | Aussprache   | Beispiele                                   |
| ------------------------------ | ------------------------------ | ------------------- | ---------------------------------- | ------------ | ------------ | ------------------------------------------- |
| s-, -ss-                       | /⁠s⁠/                            | /⁠s⁠/                 | saber ‚wissen‘, passar ‚passieren‘ | s            | /⁠s⁠/          | saber, pasar                                |
| -s-                            | /⁠z⁠/                            | /⁠z⁠/                 | casa ‚Haus‘                        | s            | /⁠s⁠/          | casa                                        |
| ç/c                            | /⁠ts⁠/                           | /⁠s⁠/                 | açor ‚Habicht‘, cego ‚blind‘       | z/c          | /⁠θ⁠/ oder /⁠s⁠/ | azor, ciego                                 |
| z                              | /⁠dz⁠/                           | /⁠z⁠/                 | fazer ‚machen, tun‘                | z/c          | /⁠θ⁠/ oder /⁠s⁠/ | hacer                                       |
| x                              | /⁠ʃ⁠/                            | /⁠ʃ⁠/                 | oxalá ‚ich hoffe, möge Gott‘       | j/g          | /⁠x⁠/          | ojalá                                       |
| j/g                            | /dʒ ~ ʒ/                       | /⁠ʒ⁠/                 | jogar ‚spielen‘, gente ‚Leute‘     | j/g          | /⁠x⁠/          | jugar, gente                                |
| ch                             | /⁠tʃ⁠/                           | /⁠ʃ⁠/                 | chuva ‚Regen‘                      | ch           | /⁠tʃ⁠/         | chubasco ‚Wolkenbruch‘ (aus port. chuvasco) |

1Vor Vokalen; in der Silbenkoda gibt es dialektale Variation innerhalb beider Sprachen (hier nicht aufgeführt).

2Neuportugiesisch hat zumeist die alte Schreibweise beibehalten.
Nach der Renaissance verminderten beide Sprachen ihr Reservoir an Zischlauten, jedoch verschiedenartig:
- Sonoritätsschwund auf Spanisch: die stimmhaften, ⟨-s-⟩, ⟨z⟩ und ⟨j/g⟩ geschriebenen Zischlaute wurden stimmlos, wobei sie mit ⟨s-/-ss-⟩, ⟨c/ç⟩ bzw. ⟨x⟩ verschmolzen. In vielen spanischen Dialekten verschmolz modernes ⟨c/z⟩ /⁠θ⁠/ ebenso mit ⟨s⟩ /⁠s⁠/ (Seseo). Später wandelte sich der stimmlose postalveolare Frikativ ⟨x⟩ /⁠ʃ⁠/ zum velaren Frikativ /⁠x⁠/, während ⟨ch⟩ unverändert /⁠tʃ⁠/ blieb. Die spanische Schreibweise wurde gemäß diesen Lautwandeln aktualisiert.

- Deaffrikation im Portugiesischen: die ⟨c/ç⟩, ⟨z⟩ und ⟨ch⟩ geschriebenen Affrikaten wurden vollwertige Frikative, wobei sie mit den Zischlauten ⟨s-/-ss-⟩, ⟨-s-⟩ bzw. ⟨x⟩ in den meisten Dialekten zusammenfielen. Trotzdem behielt Neuportugiesisch großteils die mittelalterliche Schreibung bei.

- Deaffrikation im Portugiesisch: manche Dialekte im ländlichen Hinterland Nordportugals wie auch Mirandesisch bewahrten die mittelalterliche noch von der Schreibung angedeutete Abgrenzung, wobei die früheren Affrikaten stimmlos laminal, stimmhaft laminal bzw. stimmlos postalveolar affrikat /⁠tʃ⁠/ und die Zischlaute stimmlos apikal, stimmhaft apikal bzw. stimmlos palato-alveolar sind. Was das BP angeht, haben diese Dialekte alveolare Koda-Zischlaute, wenngleich ein stimmloser apikal-alveolarer Frikativ einen vertummenden Laut hat, ähnlicher /⁠ʃ⁠/.

#### Weitere Ausspracheunterschiede
| Schreibung | Aussprache | Aussprache                 | Bemerkungen |
| Schreibung | Spanisch   | Portugiesisch              | Bemerkungen |
| ---------- | ---------- | -------------------------- | --- |
| b          | [b ~ β]    | [b ~ β] (EP) [⁠b⁠] (BP)      | Im Spanisch und europäischen Portugiesischen wird /⁠b⁠/ nach Dauerlaut leniert. |
| d          | [d ~ ð]    | [d ~ ð] (EP) [d ~ dʒ] (BP) | Im Span. und EP wird /⁠d⁠/ nach Dauerlaut leniert. In allen port. Dialekten haben die Alveolare /⁠t⁠/ und /⁠d⁠/ affrikate Allophone, wenn sie vor palatalisierendem /⁠i⁠/ ([dʒi ~ dʑi], [tʃi ~ tɕi], hauptsächlich in Brasilien) oder elisiertem /ɨ/ ~ /e̞/ ~ /ɪ/ oder unbetontem /⁠i⁠/ vor einem weiteren (was dann /⁠ɨ⁠/ in Portugal ist) betonten, zum Sandhi führenden ([dVz] → [dz], [dVs] → [ts], [tVs] → [ts], sowohl Brasilien als auch Portugal) stehen. |
| t          | [⁠t⁠]        | [⁠t⁠] (EP) [t ~ tʃ] (BP)     | Im Span. und EP wird /⁠d⁠/ nach Dauerlaut leniert. In allen port. Dialekten haben die Alveolare /⁠t⁠/ und /⁠d⁠/ affrikate Allophone, wenn sie vor palatalisierendem /⁠i⁠/ ([dʒi ~ dʑi], [tʃi ~ tɕi], hauptsächlich in Brasilien) oder elisiertem /ɨ/ ~ /e̞/ ~ /ɪ/ oder unbetontem /⁠i⁠/ vor einem weiteren (was dann /⁠ɨ⁠/ in Portugal ist) betonten, zum Sandhi führenden ([dVz] → [dz], [dVs] → [ts], [tVs] → [ts], sowohl Brasilien als auch Portugal) stehen. |
| g          | [ɡ ~ ɣ]    | [ɡ ~ ɣ] (EP) [⁠ɡ⁠] (BP)      | Im Span. und EP ist /⁠ɡ⁠/ nach einem Dauerlaut leniert. |
| -l         | [⁠l⁠]        | [⁠ɫ⁠] (EP) [⁠w⁠] (BP)          | Im EP ist silbenfinales /⁠l⁠/ velarisiert ɫ wie im Katalanischen („dunkles L“), während es in den meisten brasilianischen und einigen ländlichen Dialekten Portugals w ausgesprochen wird. |
| r-, -rr-   | [⁠r⁠]        | [⁠ʁ⁠]                        | Im Port. haben r- und -rr- verschiedene mögliche Aussprachen. In den meisten Dialekten ist es ein Zäpfchen-r ([⁠ʀ⁠], [⁠ʁ⁠] und [⁠χ⁠] in Portugal und Brasilien, [⁠x⁠], [⁠ɣ⁠], [⁠ħ⁠], [⁠h⁠] und [⁠ɦ⁠] in Brasilien), wohingegen im ländlichen Nordportugal und in Südbrasilien es ein Zungenspitzen-r [⁠r⁠] ist (wie auf Galicisch). In einigen südlichen und westlichen Dialekten Brasiliens kann wortfinales -r ein (Zungen-)Schlag sein (wie in Portugal und Galicien), obgleich [⁠ɹ⁠], [⁠ɻ⁠] oder [⁠ɚ⁠] verbreiteter ist, wogegen es in nördlichen und östlichen Dialekten Zäpfchen-r ist. Im Span. haben r- und -rr- ihre originäre Aussprache als Zungenspitzen-r behalten. Intervokalisches -r- ist in beiden Sprachen ein stimmhafter alveolarer Tap [⁠ɾ⁠]. |
| v          | [b ~ β]    | [⁠v⁠]                        | Ursprünglich standen die Buchstaben ⟨b⟩ und ⟨v⟩ für die voneinander abgegrenzten Bilabiale [⁠b⁠] und [⁠β⁠], jedoch fielen beide schließlich in einem Phonem im Span. zusammen. In den meisten port. Varietäten blieben sie getrennte Phoneme und der bilabiale Frikativ [⁠β⁠] des Altportugiesisch änderte sich danach zum stimmhaften labiodentalen Frikativ [⁠v⁠], wie auf Französisch und Italienisch. |

Da keine Unterscheidung mehr gemacht wird bei der Aussprache von ⟨b⟩ und ⟨v⟩, wurde die spanische Schreibweise gemäß der des klassischen Latein geändert. Auf Portugiesisch basiert die Schreibung dieser Buchstaben auf der Aussprache, welche Vulgärlatein und Neuitalienisch näher steht. Dies führt zu manch orthographischer Disparität:
- Vgl. spanisch gobierno ‚Regierung‘, haber ‚haben‘ und libro ‚Buch‘ gegenüber portugiesisch governo, haver und livro.
- Die Endungen des Indikativ Imperfekt der 1. Konjugation (Verben auf -ar) werden auf Spanisch mit ⟨b⟩ (cantaba ‚ich/er sang‘, cantabas ‚du sangst‘, cantábamos ‚wir sangen‘ usw.), doch mit ⟨v⟩ auf Portugiesisch geschrieben (cantava, cantavas, cantávamos usw.).
- Das span. adjektivische Suffix -ble, wie bei posible ‚möglich‘, entspricht -vel auf Port., wie possível.

Im Spanisch werden die Plosive b, d, g leniert und gewöhnlich als „schwache“ Approximanten [β̞, ð̞, ɣ̞] nach Dauerlaute artikuliert. Während ähnliche Aussprache im EP vernommen werden kann, sprechen die meisten Lusophonen diese Phoneme als „echte“ Plosive [b, d, ɡ] aus. Dies kann einen port. Ausspruch wie uma bala ‚eine (Pistolen-)Kugel‘ wie una pala ‚eine Schaufel‘ für einen Muttersprachler des Spanischen klingen lassen.

## Verwandte Sprachen(unvollständige Auswahl)
- Galicisch teilt mit Portugiesisch seine Wurzel im Galicisch-Portugiesisch, wurde jedoch später (teilweise politisch motiviert) durch das Kastilische beeinflusst.
- A Fala, eine galicisch-portugiesische Sprache in der spanischen Extremadura.
- Portuñol/Portunhol ist der Name einer in der Grenzregion Brasiliens mit seinen spanischsprachigen Nachbarn gesprochenen Mischsprache.
- Papiamentu ist ein Kreol mit Einflüssen aus beiden Sprachen.
- Juden-Spanisch entstammt dem mittelalterlichen Kastilisch, wurde jedoch auch vom Juden-Portugiesisch beeinflusst.
- Die annobonesische Sprache ist ein auf Portugiesisch basierendes Kreol, das von den spanischen Kolonialherren beeinflusst wurde.